# Berrien (Finistère)
Pour les articles homonymes, voir Berrien.
Berrien [bɛʁjɛ̃] est une commune française située dans le département du Finistère en région Bretagne, membre de la communauté de communes Monts d'Arrée Communauté et qui fait partie du parc naturel régional d'Armorique.

## Géographie

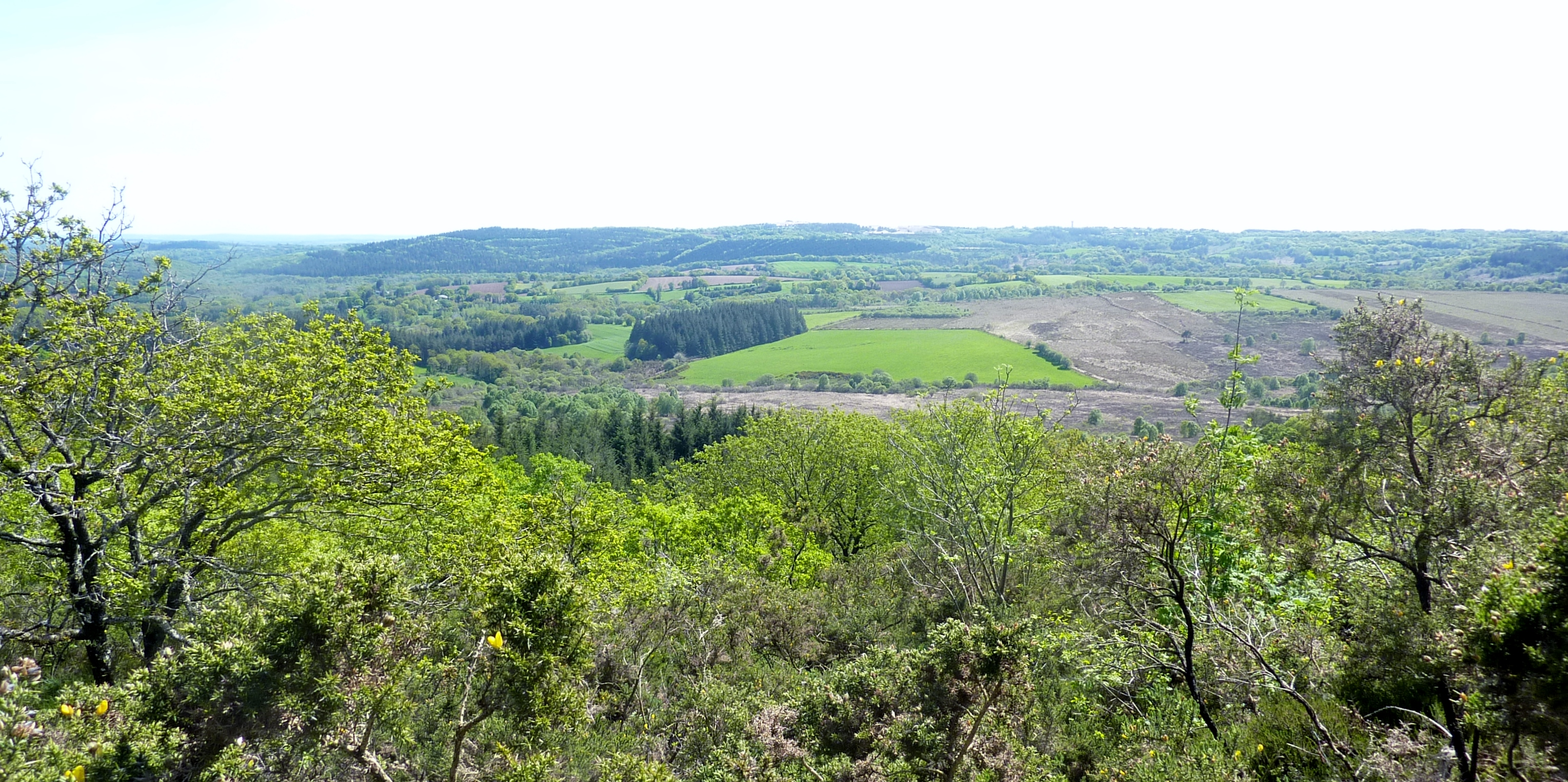
Berrien vu depuis le sommet des Rochers du Cragou.

D'une superficie de 56,42 km2, la commune est située dans la partie est des monts d'Arrée entre 355 m et 92 m d'altitude, le bourg se trouvant vers 260 mètres. Le territoire communal est drainé principalement par la rivière d'Argent, qui traverse ensuite le célèbre chaos rocheux d'Huelgoat ainsi que par le Squiriou et le Mendy, tous trois affluents de l'Aulne. Le quart environ de la superficie communale, soit environ 1 500 ha, est constitué de crêtes schisteuses, landes et tourbières depuis le Roc'h Tredudon à l'ouest jusqu'aux « Landes de Cragou » (ou « Rochers du Cragou ») à l'est. Si ces espaces n'ont pas de grande valeur économique (ils en ont eu autrefois lorsqu'ils fournissaient litières, combustibles, fourrages, et servaient de lieux de cultures temporaires et de pacage extensif en période estivale), ils ont une valeur écologique inestimable.
Berrien abrite entre autres sur son territoire le principal site d'une plante rare et protégée, découverte en 1862 par le botaniste morbihannais Arrondeau, l'asphodèle d'Arrondeau, plante de la famille des lys et jacinthes dont la tige peut mesurer jusqu'à 1,20 m et qui fleurit en mai-juin.

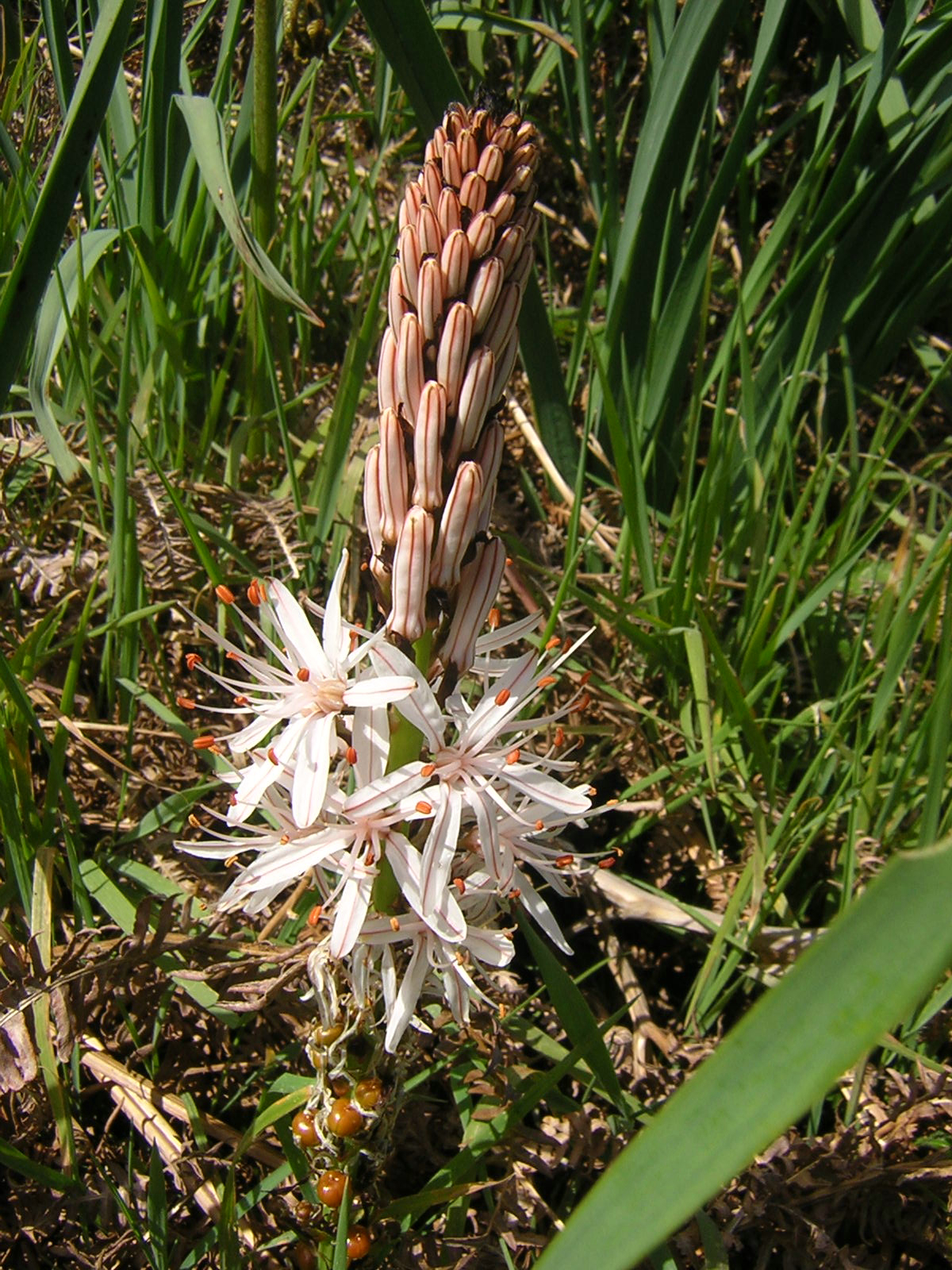
Asphodèle d'Arrondeau.

Le busard cendré a un lieu de nidification en Bretagne à Berrien. Au retour d'un hivernage africain de six mois, il s'installe là où il a peu de chances d'être dérangé (landes, friches, bordures de marais) et niche à terre au fond d'un « puits de verdure » de 20 à 40 cm de profondeur dans une lande fauchée depuis trois ou quatre ans de préférence. Son cousin, le busard Saint-Martin est également présent.
Berrien reste une terre bretonnante : « Berrien est l'une des huit communes du canton de Huelgoat elle est au cœur même de la Basse Bretagne. Au nord et à l'ouest, la commune est limitée par les Monts d'Arrée, dépassant parfois les 300 mètres, ce qui, pour la Bretagne, est une hauteur considérable. À l'opposé de cette vaste zone de marais et de landes, nous avons, au sud et à l'est, des vallées très profondes et boisées qui descendent vers l'Aulne. Lorsqu'on sait que, durant des siècles, les voies romaines Carhaix - Morlaix et Carhaix - Landerneau furent les seules routes du canton (seule la première traverse Berrien dans sa partie est), l'on comprend beaucoup mieux le profond isolement géographique de la région. Certains aspects conservateurs du parler local ont été favorisés par un tel isolement ».

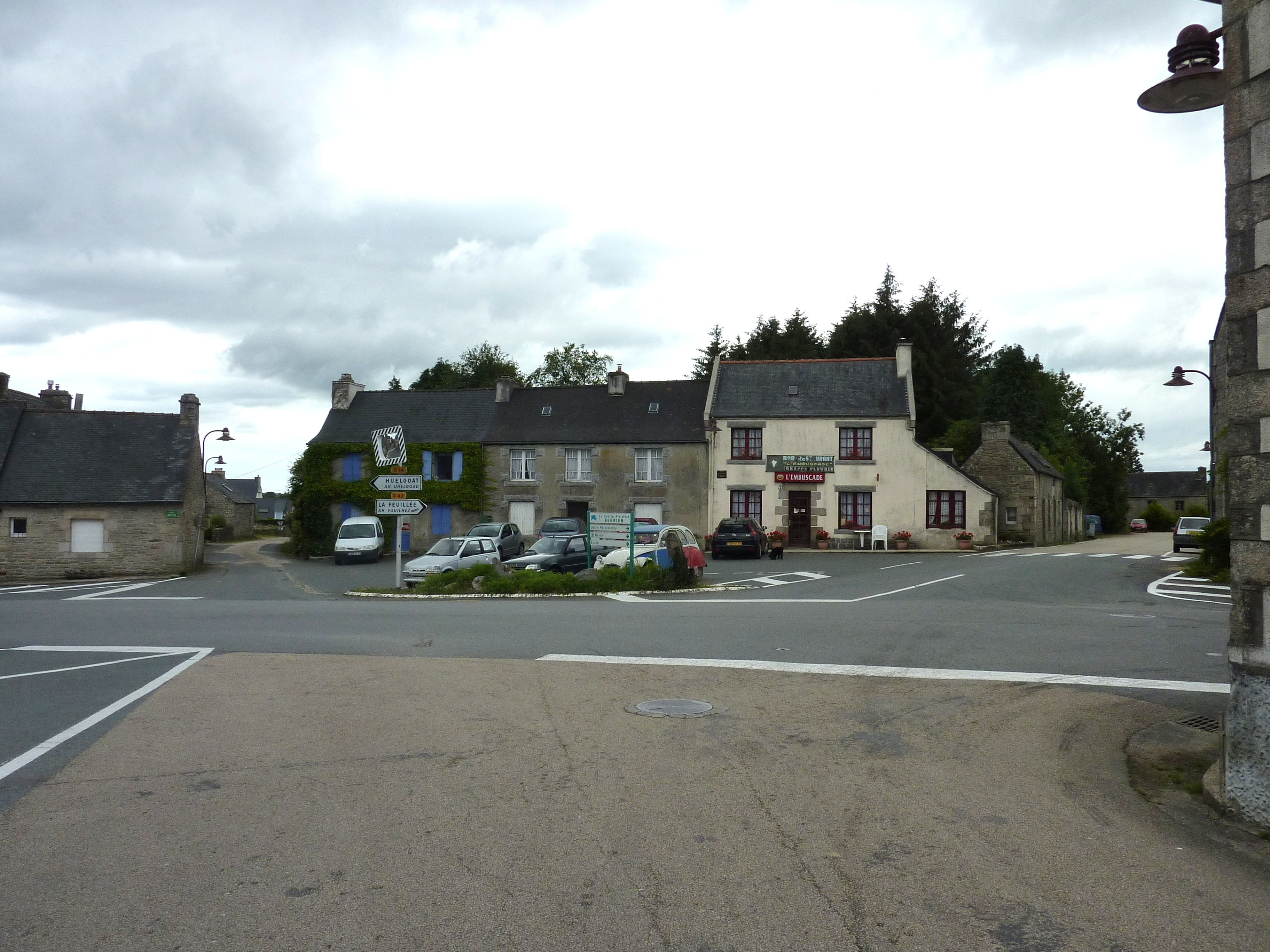
Le bourg : la place du 9-Juillet-1962 au niveau du carrefour principal.

| Plounéour-Ménez | Le Cloître-Saint-Thégonnec |                  |
| La Feuillée     | Berrien                    | Scrignac         |
|                 | Huelgoat                   | Locmaria-Berrien |

### Lieux-dits, écarts et hameaux
Berrien, outre le bourg, est constitué de 23 « villages » (hameaux) dont voici la liste : Coscastel, Kergariou, Kerampeulven, Kerboulou, Kermaria, Kernevez, Kernon, Kervran, la Garenne, le Brignou, le Cran, le Mendy, le Reuniou, le Squiriou, Liorzou, Navalennou, Niquelvez, Quinimilin, Quinoualc'h, Restidiou vraz et Bihan, Roc'h-Ellech, Tilibrennou, Trédudon-le-Moine, Goassalec.

### Géologie
La « Société des Kaolins du Finistère » a exploité un gisement de kaolin (la kaolinisation affecte largement les bordures du pluton granitique du Huelgoat) à Menez-Molvé en Berrien, et désormais en exploite un au Rest en Loqueffret.

### Hydrographie
La commune est située dans le bassin Loire-Bretagne. Elle est drainée par le Beurc'Hoat, le Fao, le ruisseau le Squiriou, le Mendy, le ruisseau Dour Yvonnic, le ruisseau le Beurc'hoat et divers autres petits cours d'eau,.
Le Beurc'hoat, d'une longueur de 16 km, prend sa source dans la commune de Plougonven et se jette  dans l'Aulne à Poullaouen, après avoir traversé quatre communes. 
Le Fao, d'une longueur de 18 km, prend sa source dans la commune de La Feuillée et se jette  dans l'Aulne à Poullaouen, après avoir traversé quatre communes. 

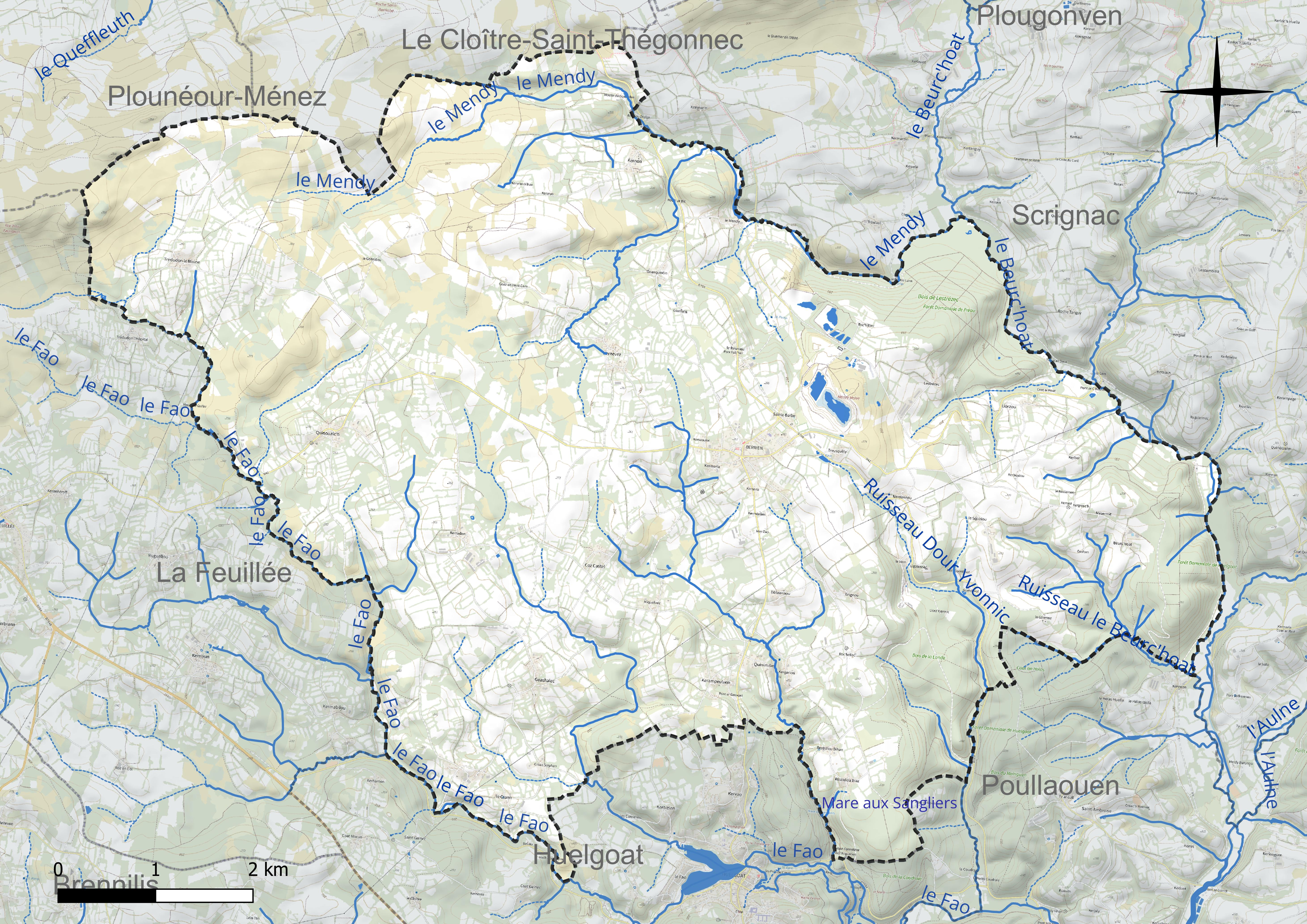
Réseau hydrographique de Berrien.

Un plan d'eau complète le réseau hydrographique : la mare aux Sangliers, d'une superficie totale de 0,1 ha (0 ha sur la commune),.

### Climat
Pour des articles plus généraux, voir Climat de la Bretagne et Climat du Finistère.
En 2010, le climat de la commune est de type climat océanique franc, selon une étude du CNRS s'appuyant sur une série de données couvrant la période 1971-2000. En 2020, Météo-France publie une typologie des climats de la France métropolitaine dans laquelle la commune est exposée à un climat océanique et est dans la région climatique  Finistère nord, caractérisée par une pluviométrie élevée, des températures douces en hiver (6 °C), fraîches en été et des vents forts. Parallèlement l'observatoire de l'environnement en Bretagne publie en 2020 un zonage climatique de la région Bretagne, s'appuyant sur des données de Météo-France de 2009. La commune est, selon ce zonage, dans la zone « Monts d'Arrée », avec des hivers froids, peu de chaleurs et de fortes pluies.  
Pour la période 1971-2000, la température annuelle moyenne est de 10,5 °C, avec  une amplitude thermique annuelle de 11,9 °C. Le cumul annuel moyen de précipitations est de 1 272 mm, avec 16,4 jours de précipitations en janvier et 9,6 jours en juillet. Pour la période 1991-2020, la température moyenne annuelle observée sur la station météorologique la plus proche, située sur la commune de Brennilis à 9 km à vol d'oiseau, est de 10,9 °C et le cumul annuel moyen de précipitations est de 1 552,3 mm,. Pour l'avenir, les paramètres climatiques de la commune estimés pour 2050 selon différents scénarios d'émission de gaz à effet de serre sont consultables sur un site dédié publié par Météo-France en novembre 2022.

## Urbanisme

### Typologie
Au 1er janvier 2024, Berrien est catégorisée commune rurale à habitat très dispersé, selon la nouvelle grille communale de densité à 7 niveaux définie par l'Insee en 2022.
Elle est située hors unité urbaine et hors attraction des villes,.

### Occupation des sols
L'occupation des sols de la commune, telle qu'elle ressort de la base de données européenne d'occupation biophysique des sols Corine Land Cover (CLC), est marquée par l'importance des territoires agricoles (62,2 % en 2018), en augmentation par rapport à 1990 (45,7 %). La répartition détaillée en 2018 est la suivante :
zones agricoles hétérogènes (46,1 %), forêts (21 %), milieux à végétation arbustive et/ou herbacée (14,3 %), prairies (9,9 %), terres arables (6,1 %), mines, décharges et chantiers (1,6 %), zones urbanisées (0,9 %). L'évolution de l'occupation des sols de la commune et de ses infrastructures peut être observée sur les différentes représentations cartographiques du territoire : la carte de Cassini (XVIIIe siècle), la carte d'état-major (1820-1866) et les cartes ou photos aériennes de l'IGN pour la période actuelle (1950 à aujourd'hui).

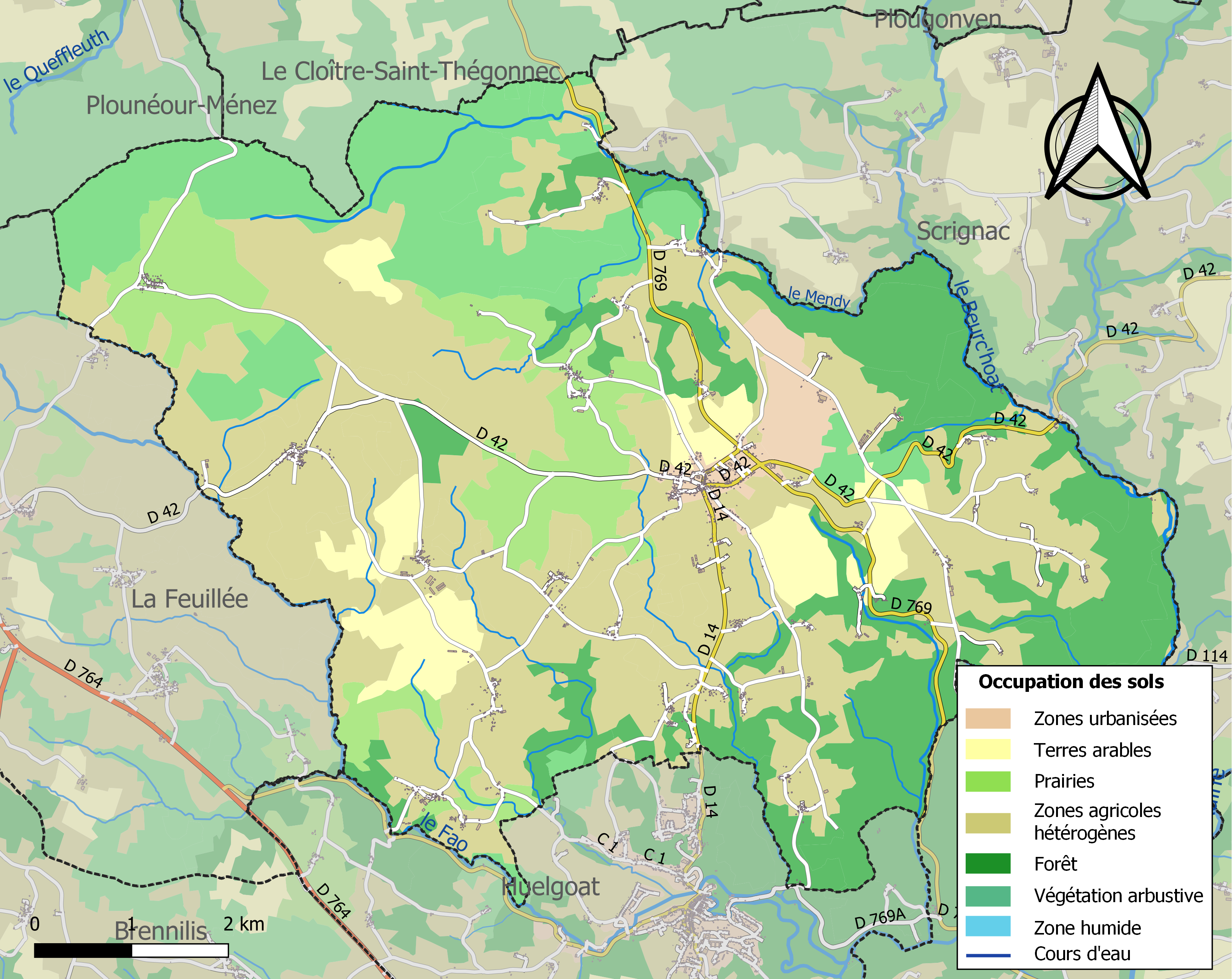
Carte des infrastructures et de l'occupation des sols de la commune en 2018 (CLC).

## Toponymie
Cité dans le cartulaire de Landévenneg sous le nom de Plebs Berriun au XIe siècle, Berrien, dont le toponyme a été conservé à l'identique en français, pourrait provenir de l'élément ber- « plateau élevé » suivi du suffixe -ien, fort courant en breton.

## Histoire

### Des origines au Moyen Âge
La région a été habitée dès le néolithique si l'on en juge par les traces de défrichement par le feu (datées au carbone 14 2 600 av. J.-C. à Yeuno Bella, de 2300 ans av. J.-C. à Goarem Goasven), les monuments mégalithiques (dolmens à Coz-Castel et Quinoualc'h, menhir à Kerampeulven) et nombreux tumulus (53 sépultures) de l'âge du bronze trouvés sur le territoire communal dont celle de Goarem-Nevez, à 600 mètres à l'ouest du village de Trédudon-le-Moine, ou encore les tumuli de Juno-Bella, de Parc-Nevez-Bras (près du manoir de Ligollenec), de Reuniou, de Croix-Pulviny, etc.
Selon Jacques Briard, le tumulus de Reuniou correspondrait à la chefferie locale ; il s' agirait du tumulus princier, le prince régnant sur de petites communautés pastorales ayant chacune leur groupe de tumuli. Ceux-ci sont répartis en groupes de 4 à 10 unités séparés les uns des autres de 3 à 4 km.
Des enclos de l'âge du fer ont aussi été identifiés. Une stèle de la même époque (peut-être remployée en borne milliaire à l'époque romaine, sur le tracé de la voie romaine Vorgium-Gesocribate) a été trouvée à Croaz-Pulviny. À Berrien, les voies romaines en direction de Morlaix et de Kerilien (aujourd'hui un simple hameau de Plounéventer) se séparaient. Un trésor monétaire romain a aussi été trouvé sur le site du Goënidou (les pièces datent de 117 à 192 apr. J.-C.), témoignant de l'occupation ancienne de ce site. La voie romaine passait par le bourg actuel de Berrien et Croas-Spern, puis par le "gué de la montagne" rejoignait Pen ar Prajou (le Bout des Prés) et le lieu-dit « la Caserne » en Plounéour-Ménez; dans la montagne la voie est désignée sous le nom de "Hent Dukez Anna" (le chemin de la Duchesse Anne). Dans le passage de Plounéour on l'appelle "Hent Ahes" (le chemin d'Ahès). Le tronçon qui va du bourg de Berrien à Croas Peulviny est connu dans ce pays sous le nom de "Al Leo Drez. Une statuette en bronze représentant un Dieu-lare tenant un rhyton, d'origine gallo-romaine, a aussi été trouvée dans une parcelle dénommée Lein-ent-Callac près du village de Quinoualc'h, toujours en bordure d'une voie romaine. Le patrimoine archéologique de la commune est donc riche et diversifié.
Aujourd'hui encore, Berrien et sa région gardent le souvenir de cultes préchrétiens comme en témoignent les légendes se rapportant au rocher "Ar Roc'h Wareg" qui serait un "omphalos" (une "pierre à sacrifices") où les vieillards auraient autrefois été conduits pour être sacrifiés.
Au VIIIe siècle, saint Herbot, né dans l'île de Bretagne (Grande-Bretagne actuelle) s'installe en ermite dans la région à Berrien. Son cantique nous indique qu'il vint prêcher la bonne parole sur les pentes arides des Monts d'Arrée. Il y construisit son ermitage, préférant la compagnie des bêtes à cornes à celle des hommes. Les malades désireux de retrouver la santé venaient le voir dans sa cellule monastique. La légende raconte que les femmes de Berrien, fatiguées de voir leurs époux plus préoccupés de l'enseignement de l'anachorète que de leur travail, le chassèrent à coup de pierres. « Puisque c'est ainsi, s'écria-t-il, je vous prédis que désormais le territoire de Berrien ne sera plus que pierres. Dieu lui-même, malgré sa toute-puissance, ne pourra le désempierrer » se serait-il écrié. Il s'installa alors au-delà de la rivière Ellez, au Rusquec, près de là où se trouve la chapelle de Saint-Herbot située dans la commune de Plonévez-du-Faou. Il est aussi vénéré pour la santé du bétail.
La localité de Berrien s'est d'abord appelée Plebs Berriun au XIe siècle, puis son nom est transcrit Berian en 1262, Beryan en 1296, Beryenn en 1306-1308 et enfin Berrien vers 1330 (en breton Berien). Son nom proviendrait de sainte Berrione (en), ermite irlandaise qui aurait vécu dans la Cornouailles britannique, qui aurait aussi donné son nom à une localité St Buryan située dans cette province anglaise.

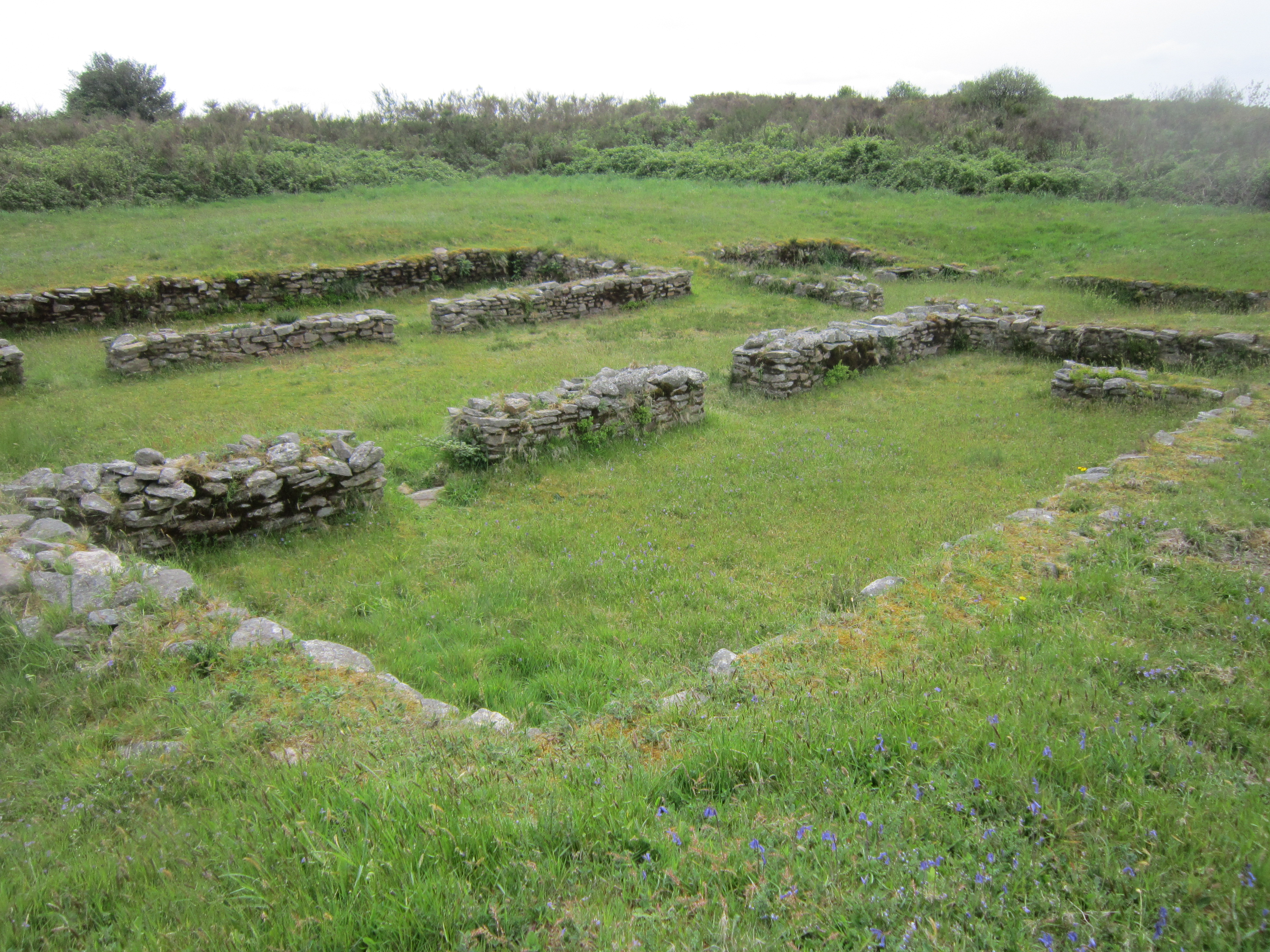
Les ruines du village médiéval du Goënidou.

Aux XIIIe – XIVe siècles, les moines cisterciens de l'abbaye du Relec facilitent des défrichements en créant une forme originale d'exploitation des terres, la quévaise (chaque paysan reçoit un lot comprenant un emplacement de maison, un petit jardin et un lopin de terre) illustré par les ruines du village médiéval du Goënidou formé d'au moins cinq exploitations agricoles composées chacune de trois bâtiments disposés autour d'une cour et d'une dépendance, environnés de jardins et d'enclos délimités par des talus ; les maisons abritaient à la fois les familles et leur bétail ; le site a été abandonné vers 1350 ; on y retrouve un habitat égalitaire (maisons identiques à cheminées centrales réparties symétriquement), qui rappelle le système des bastides dans le sud-ouest de la France.
Berrien a d'abord fait partie de la « Ploue de la Montagne », dite aussi Plouenez ou Ploumenez au haut Moyen Âge, puis après la scission de celle-ci la paroisse de Berrien engloba aussi au XIe siècle le territoire des actuelles communes de La Feuillée et Botmeur et les trêves de Huelgoat, de Botmeur, de Locmaria-[Berrien] d'après le Cartulaire de Landévennec. Sa superficie dépassait alors 12 500 hectares. Même Commana en aurait fait partie un moment si l'on en croit la première dénomination trouvée dans les archives de cette localité au XIe siècle : "Cummana in plebe Berriun". C'est une « prébende canoniale » au XIIIe siècle et une des seize prébendes de Quimper au XVIe siècle. Un trésor monétaire enfoui, 29 pièces d'argent (1 espagnole et 28 françaises) et 4 pièces d'or (espagnoles), datant de 1596 ou 1597, a été découvert dans un talus près du four à pain, au Crann, en 1968. Cette époque fut particulièrement troublée en Bretagne : Guerre de la Ligue, exactions de la bande de brigands commandée par Guy Eder de La Fontenelle.

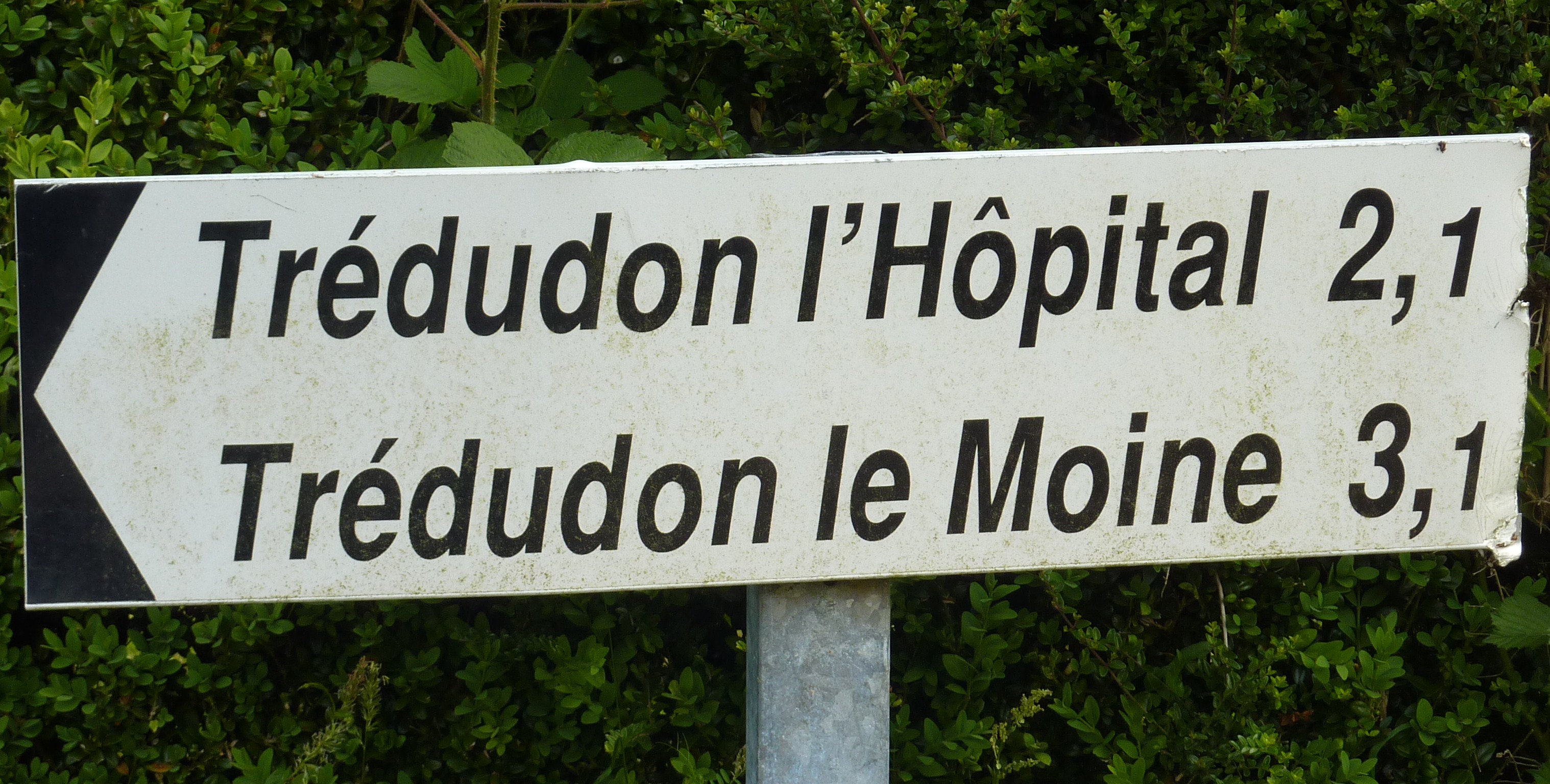
Trédudon-L'Hôpital, hameau de La Feuillée, dépendait des Hospitaliers et Trédudon-le-Moine, hameau de Berrien, de l'abbaye du Relec.

Le village du Goënidou en Berrien exploitait, entre le XIIe siècle et le XIVe siècle des terres appartenant à l'abbaye du Relec. « Il comprenait au moins cinq ensembles, composés chacun de trois bâtiments disposés autour d'une cour et d'une dépendance, environnés de jardins et d'enclos délimités par des talus. Les maisons abritaient à la fois les familles et leur bétail ».

### DuXVIeauXVIIIesiècle
Le 22 mars 1652, Claude Du Chastel, marquis de La Garnache (1621-1688), tua en duel Donatien de Maillé, marquis de Carman, seigneur de Tymeur, époux de Mauricette de Plœuc et descendant de la famille noble léonarde des Lesquelen, originaire de Plabennec ainsi que ses deux témoins, les sieurs des Salles et de Kerincuff. La cause du duel n'est pas très claire : il s'agirait d'une querelle de « mouvance de fief » [= limite entre deux fiefs] à propos d'un village dépendant du marquisat de Tymeur, situé à Poullaouen, qui appartenait aux de Plœuc, famille de son épouse.
Entre 1761 et 1763 se déroule devant la juridiction de Châteauneuf-du-Faou le procès des « délibérateurs concussionnaires de Berrien » qui mit en cause les principaux habitants de cette paroisse.
Un enclos ovale de 10 mètres de large sur 15 mètres de long, nommé « Toul ar Bleiz » (« le trou du loup ») existe à Berrien ; son usage reste inexpliqué.
Jean-Baptiste Ogée décrit ainsi Berrien en 1778 :

« Berien ; sur une hauteur ; à 10 lieues au nord-est de Quimper, son Évêché : à 32 lieues trois quarts de Rennes ; et à 5 lieues de Morlaix, sa subdélégation. Cette paroisse, qui relève du Roi, a une haute justice qui ressortit à la Cour royale de Châteauneuf-du-Faou. On y compte, y compris ses trèves de Huelgoat et Locmaria, 3 400 communiants. La cure est présentée par un chanoine de Quimper. Ce territoire présente des terres fertiles en grains, et des prairies abondantes. C'est un terrein [terrain] irrégulier : on y voit des vallons coupés de ruisseaux, des rochers élevés et des landes. On y trouve plusieurs mines de plomb, qui joignent celles de Poulaouen et de Huelgoat. Le Roi possède en cette paroisse les forêts du Mainguen et de Huelgoat, qui peuvent contenir ensemble 7 000 arpents [le chiffre est certainement très exagéré, l'étendue des forêts de Berrien à l'époque est au moins trois fois moindre], plantés en futaie et taillis. Ses maisons nobles sont Botmeur, Locmaria, le Parc-Amain et le manoir de Guillemelin. (...) En 1753, l'établissement d'une foire qu'on avait fait au lieu du Saint, fut confirmé en faveur de François-Guillaume de Bahuno, sieur de Berien : ses lettres patentes furent enregistrées à la Chambre des Comptes le 18 janvier 1754. »

### La Révolution française et le début duXIXesiècle
Le 9 mai 1802, après avoir fait relâche au village de Kéréon en Guimiliau, sept chouans dirigés par Jean François Edme Le Paige de Bar prennent en otage Alain Pouliquen, propriétaire et fabricant de toiles au village de Mescoat en Ploudiry, le conduisent au village de Lestrézec en Berrien où il est menacé de mort, puis à Scrignac où Le Paige de Bar bénéficie de complicités, et le font chanter jusqu'à ce qu'il écrive dans les jours qui suivent plusieurs lettres à ses enfants exigeant une rançon de 30 000 francs, à déposer tantôt à l'auberge du Squiriou, tantôt dans une auberge de Carnoët où elle est finalement remise à Le Paige de Bar, l'otage étant enfin libéré le 30 mai 1802.
La paroisse avait été démembrée une première fois au XIIe siècle lors de la création de la commanderie de La Feuillée qui coupa la paroisse en deux, la terre du Botmeur se retrouvant séparée du reste de la paroisse, elle l'est une seconde fois lors de la création de la commune du Huelgoat en 1792, celle-ci obtenant même le statut de chef-lieu de canton au détriment de Berrien et une troisième fois lors de la création de la paroisse de Locmaria, désormais Locmaria-Berrien, le 10 avril 1802. La paroisse de Berrien perdit même un temps son indépendance, rattachée par la loi du 12 septembre 1791 à celle du Huelgoat. La commune est enfin démembrée une quatrième fois lors de la création de la commune de Botmeur en 1851, réclamée depuis longtemps par ses habitants.

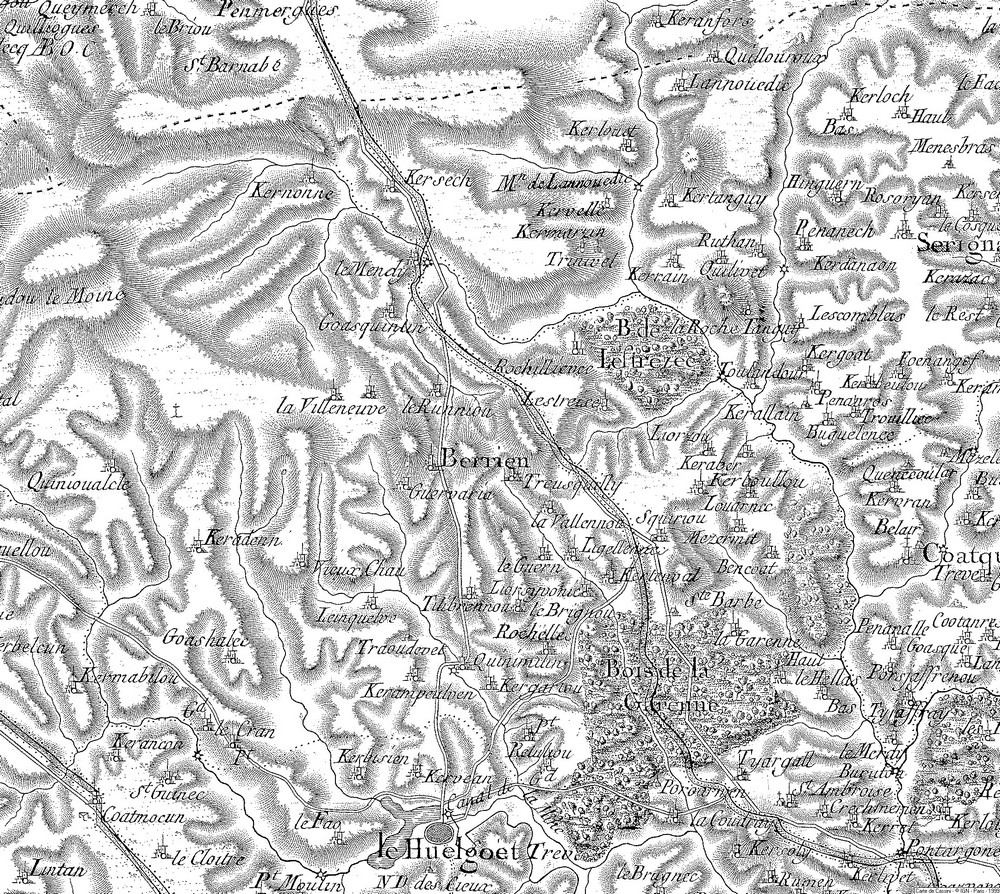
Carte de Cassini (XVIIIe siècle): la région de Berrien.

Anne-Marie Plassart, présentée comme mentalement déficiente, âgée de 27 ans en 1876, est séquestrée à Berrien dans des conditions abominables par sa sœur Marie Catherine et le mari de celle-ci, François Cadiou, au su et au vu de toute la communauté villageoise, maire et curé inclus, qui se montrent solidaires des tortionnaires qui furent condamnés respectivement à 5 et 8 ans de prison par la Cour d'assises du Finistère le 5 octobre 1876. Cette affaire « illustre la dureté des mœurs de cette partie de la Cornouaille », la saleté qui était générale à l'époque et la manière dont étaient alors perçus les malades mentaux, traités comme des bêtes.

### XIXeetXXesiècles

#### Berrien dans la première moitié duXIXesiècle

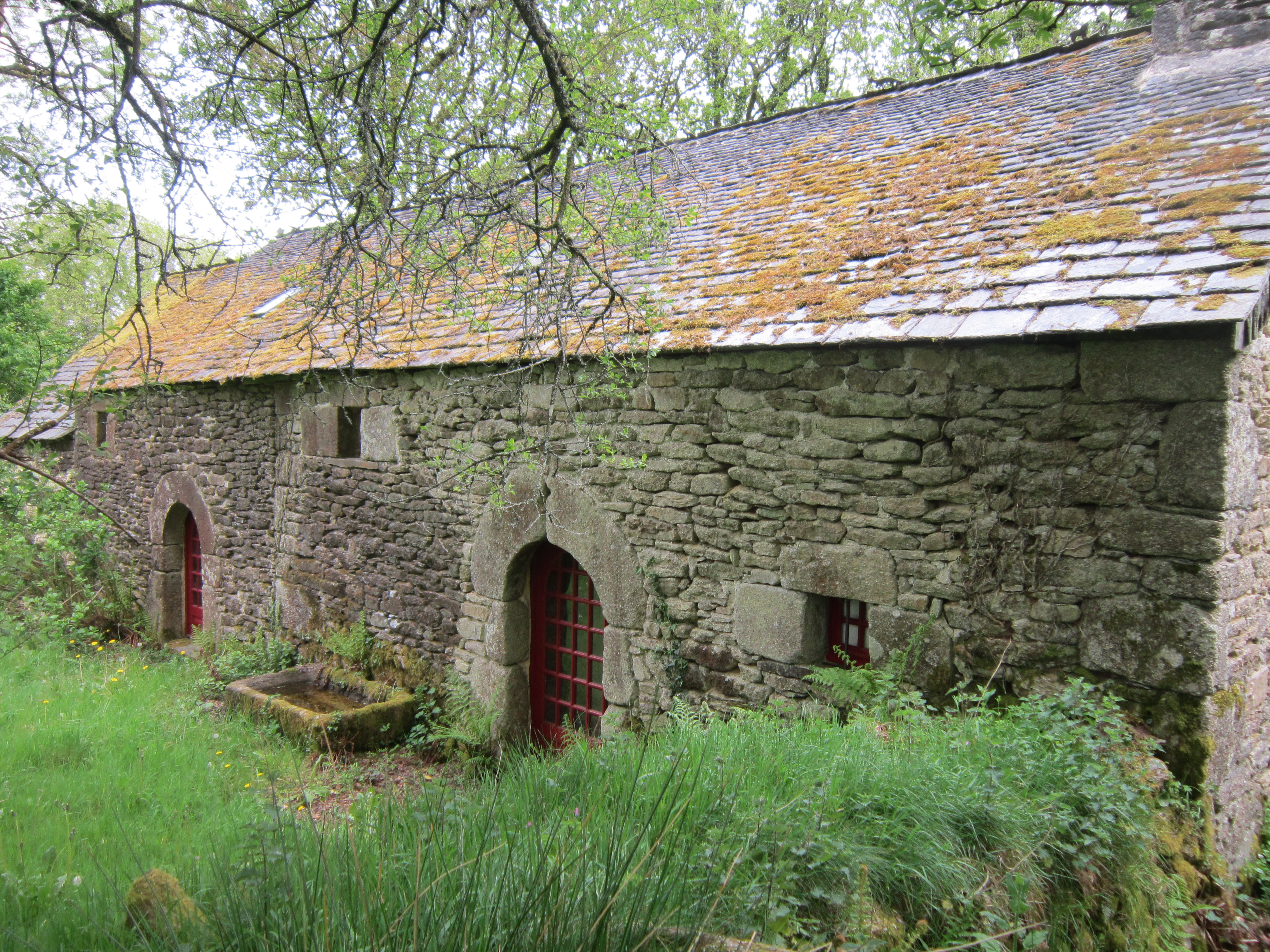
Ferme traditionnelle au Goënidou.

« M. de la Boissière nous a communiqué le fait suivant : Un jour qu'il y avait foire à Berrien, un brouillard très épais s'éleva dans un vallon qui traverse l'un des deux chemins qui aboutissent au bourg ; cependant un certain nombre de personnes n'hésitèrent pas à continuer leur route ; mais quand le brouillard fut dissipé, on retrouva les cadavres de dix-sept d'entre elles qui avaient été asphyxiées. » Cette anecdote semble quelque peu exagérée, mais illustre quand même le brouillard fréquent dans les monts d'Arrée.
"De tout temps, Berrien et ses environs furent une zone refuge, de nombreux vestiges prégaulois et celtiques l'attestent, exemple le camp d'Arthus (...). Plus tard, les gens en quête d'un lieu tranquille et isolé s'installèrent (...). Zone refuge, Berrien fut aussi une zone rebelle ; la légende, plus que l'histoire, a gardé le souvenir de ces brigands qui traquaient les voyageurs le long des mauvais chemins. (...) Berrien avait aussi de nombreux contacts avec l'extérieur grâce aux marchands de toile et aux chiffonniers (pilhaouerien) qui colportèrent les nouvelles (...). Bien plus que les marchands ambulants, c'était les mendiants, très nombreux dans la région, qui colportaient les nouvelles et surtout les histoires, toutes plus merveilleuses les unes que les autres. Certains de ces mendiants étaient encore "en activité" à la veille de la Seconde Guerre mondiale. Ils continuaient en quelque sorte une tradition bardique tombée dans la misère.
Pendant la Monarchie de Juillet, la municipalité de Berrien refusa de voter les fonds nécessaires à la création d'une école en application de la loi Guizot, « attendu que le mauvais état des chemins et la distance des villages au lieu central ne permettent pas aux cultivateurs d'y envoyer leurs enfants qui passeraient plus de temps dans le voyage qu'à l'école même ».

#### Berrien en 1843
A. Marteville et P. Varin, continuateurs d'Ogée, décrivent ainsi Berrien en 1843 :

« Berrien, commune formée par l'ancienne paroisse du même nom, moins Huelgoat et Locmaria, ses trèves ; aujourd'hui succursale. Principaux villages : Botmeur, Trédudon, Kernon, Kernévez, le Squiriou, Tilibrennou, Coscastel, Quillionarch ([Quinouarc'h]). Superficie totale 6 545 hectares, dont (...) terres labourables 1 634 ha, prés et pâturages 499 ha, bois 478 ha, vergers et jardins 27 ha, landes et incultes 3 657 ha (...). Moulins : 13 ; usines : 5. Le Botmeur a une succursale. Tout le territoire qu'elle dessert est enclavé dans la paroisse de La Feuillée, à tel point qu'il est impossible d'aller de Botmeur à Berrien sans traverser la commune de La Feuillée. La chapelle Sainte-Barbe n'est pas régulièrement desservie. Manoir de Ligollenec. Moulins à eau de Lidien, du Squiriou, de Crann, du Roi, de Botmeur. Le terrain de cette commune est en général montueux et la terre labourable [est de faible épaisseur]. Dans les parties sud et est de la commune, on se chauffe au bois ; et on se sert de mottes et de tourbes dans les parties ouest et nord. Depuis quelques années, on emploie comme engrais le goémon et le sable de mer. On fait quelques élèves de bêtes à cornes et de chevaux qui sont estimés. Les mendiants sont nombreux. Il y a deux pardons de deux jours. L'étang dit du Huelgoat a 4 ha 32 ares en Berrien. (...). La route royale n° 169, dite de Lorient à Roscoff, traverse la commune du sud-est au nord-ouest. Géologie : le sol est en partie granitique ; le grès se montre au nord et à l'est. Il y a quelques terrains tourbeux. On parle le breton. »

La loi du 22 mars 1850 crée la commune de Botmeur, enfin séparée de Berrien, création qui prend effet le 1er janvier 1852.

#### Les mariages
Les mariages étaient l'occasion de grandes fêtes : en mai 1906, les sœurs Marie-Louise et Marie-Jeanne Keriel épousent deux frères, Pierre-Marie et Yves-Marie Le Maître : la noce se déroule au village de Kerber en présence de 1 800 convives « attablés » assis dans des tranchées creusées dans le sol. Douze marmites furent nécessaires pour cuire le ragoût ; six barriques de vin et 14 de cidre furent consommées. Dans la commune voisine de Scrignac, une noce réunit même 2 100 personnes, qui utilisèrent 200 charrettes et chars à bancs pour se rendre à l'église.

#### «Blancs» contre «Rouges»
Berrien, comme la plupart des autres communes des Monts d'Arrée et du Poher, a été à l'époque moderne, un fief successif du républicanisme, du socialisme et du communisme. les controverses et luttes entre « cléricaux » et « anticléricaux », « blancs » et « rouges » y ont été nombreuses au fil de ces deux siècles. En voici quelques exemples:
En 1871, le maire de Berrien écrit au sous-préfet de Châteaulin: « Pour le desservant de Berrien, la domination est le but avoué en toute circonstance. (...) Lui seul a le droit de commander la commune. Sous prétexte de défendre une morale que lui-même viole à chaque instant, par les injures qu'il adresse (...), souvent armé d'un pistolet, le recteur a fait entendre qu'il ne craindrait pas de s'en servir. Il a osé en chaire dire qu'il est inutile de se présenter à la maison commune pour une déclaration de naissance, décès, mariage, l'intervention de l'Église étant seule nécessaire. (...) ». La même année, le maire porte plainte contre le « recteur » (curé en Bretagne) l'accusant de refuser d'accomplir ses devoirs de prêtre à l'égard de la population, alors qu'il « reçoit un traitement de l'État, ainsi que son vicaire ». La même année encore, un paysan de la commune écrit au préfet du Finistère pour se plaindre de l'intransigeance du recteur qui lui refuse la communion pascale, parce qu'il reçoit de « mauvais journaux ».
En 1906, la « querelle des inventaires » provoque des incidents sérieux lorsque le percepteur du Huelgoat, chargé d'inventorier les biens du clergé, vient à Berrien : il est malmené par les fidèles. La même année, le maire de Berrien conteste en justice le legs effectué par une habitante de la commune en faveur de l'école privée de filles.

#### Vers la modernité

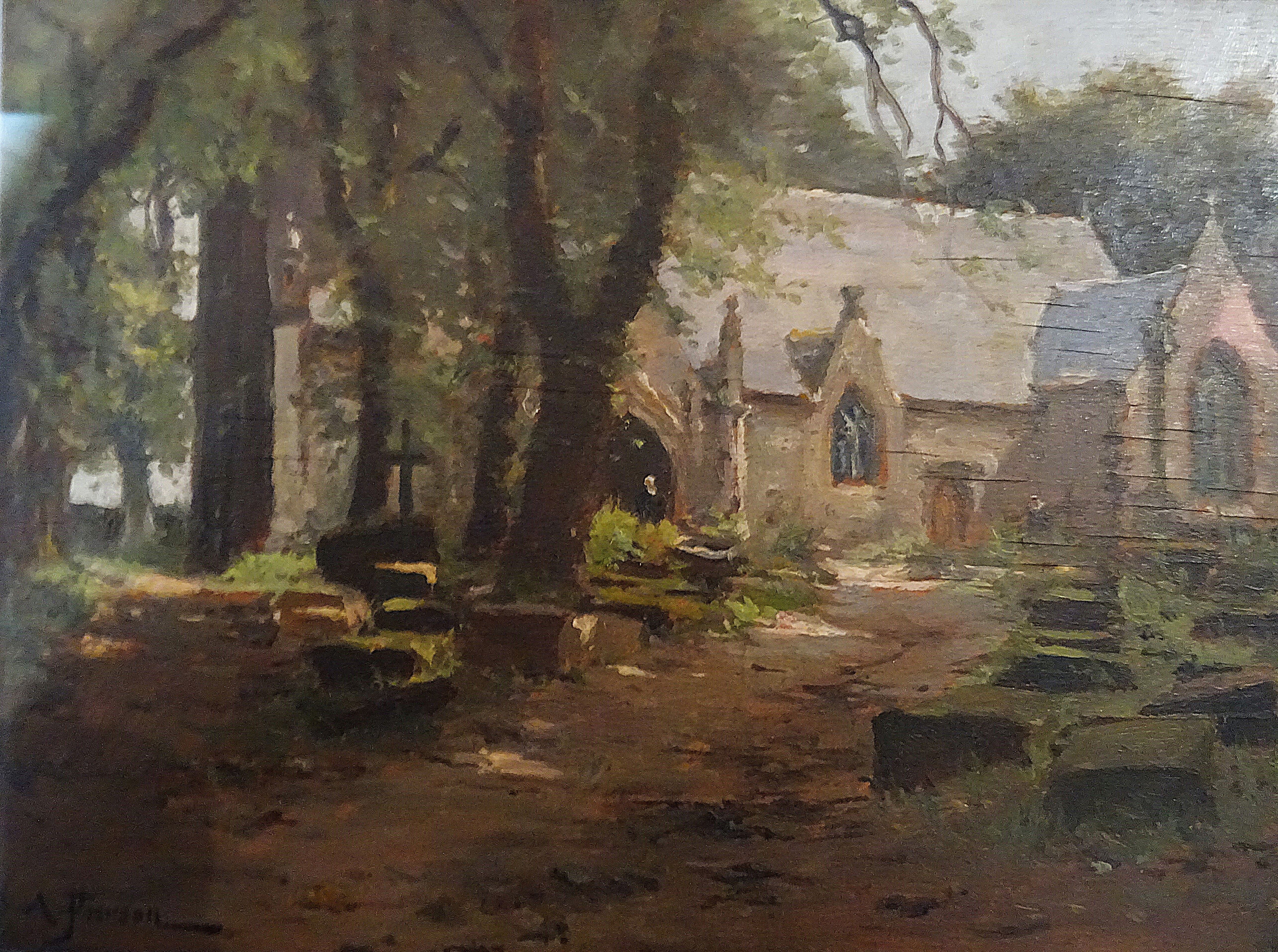
Albert-Léopold Pierson ː Berrien, près Huelgoat (1914, huile sur panneau, musée du Faouët).

La voie ferrée du réseau breton entre Morlaix et Carhaix est mise en service en 1892, empruntant la vallée du Sqiriou, une gare « Berrien-Scrignac » étant construite à mi-chemin entre les deux localités ; la voie ferrée inaugurée en 1896 par le président de la République Félix Faure qui s'arrête trois minutes à la gare de Scrignac-Berrien. Félicitations du maire et réponse du président. Les binious soufflent à pleins poumons. Cette voie ferrée eut une grande importance pour la population, facilitant les déplacements vers Carhaix ou Morlaix et suscitant un important trafic de céréales et d'animaux vivants, surtout lors des foires de Scrignac. Charbon, engrais industriels, chaux vive (en provenance de Saint-Pierre-la-Cour en Mayenne) parvenaient dans les communes concernées chaque semaine grâce à elle. Le courrier également, acheminé ensuite en chars à bancs jusqu'à Berrien et Scrignac. Le trafic voyageurs cessa dès 1939 (transféré sur autocar) et le trafic marchandises le 25 septembre 1962. Les rails furent déposés en 1967.
Au XXe siècle, la commune reste longtemps très pauvre, comme l'illustre cet état des lieux de l'école communale en 1923 : « Berrien : le plancher, en très mauvais état, s'effondre sous le poids des élèves ; écoles très humides, cour malsaine, combustible insuffisant (une corde de bois pour trois classes). La commune ne prend pas les frais de balayage à sa charge. Deux cabinets seulement pour 140 élèves, la fosse, qui n'a pas été vidangée depuis 1917, déborde dans la cour. Les tables d'écoliers, branlantes, doivent être calées après chaque balayage. Logement des instituteurs : aucune réparation depuis onze ans ; en hiver, il pleut partout. Quatre classes dont deux trop petites (25 élèves en surcharge) ».

#### La Première Guerre mondiale
Selon le fichier « Mémoire des Hommes », 112 soldats de Berrien sont morts pour la France pendant la Première Guerre mondiale, soit 4,7 %  de la population communale de 1911 (Finistère : 3,7 %, France : 3,0 %).

#### La Seconde Guerre mondiale: les combats de la Résistance

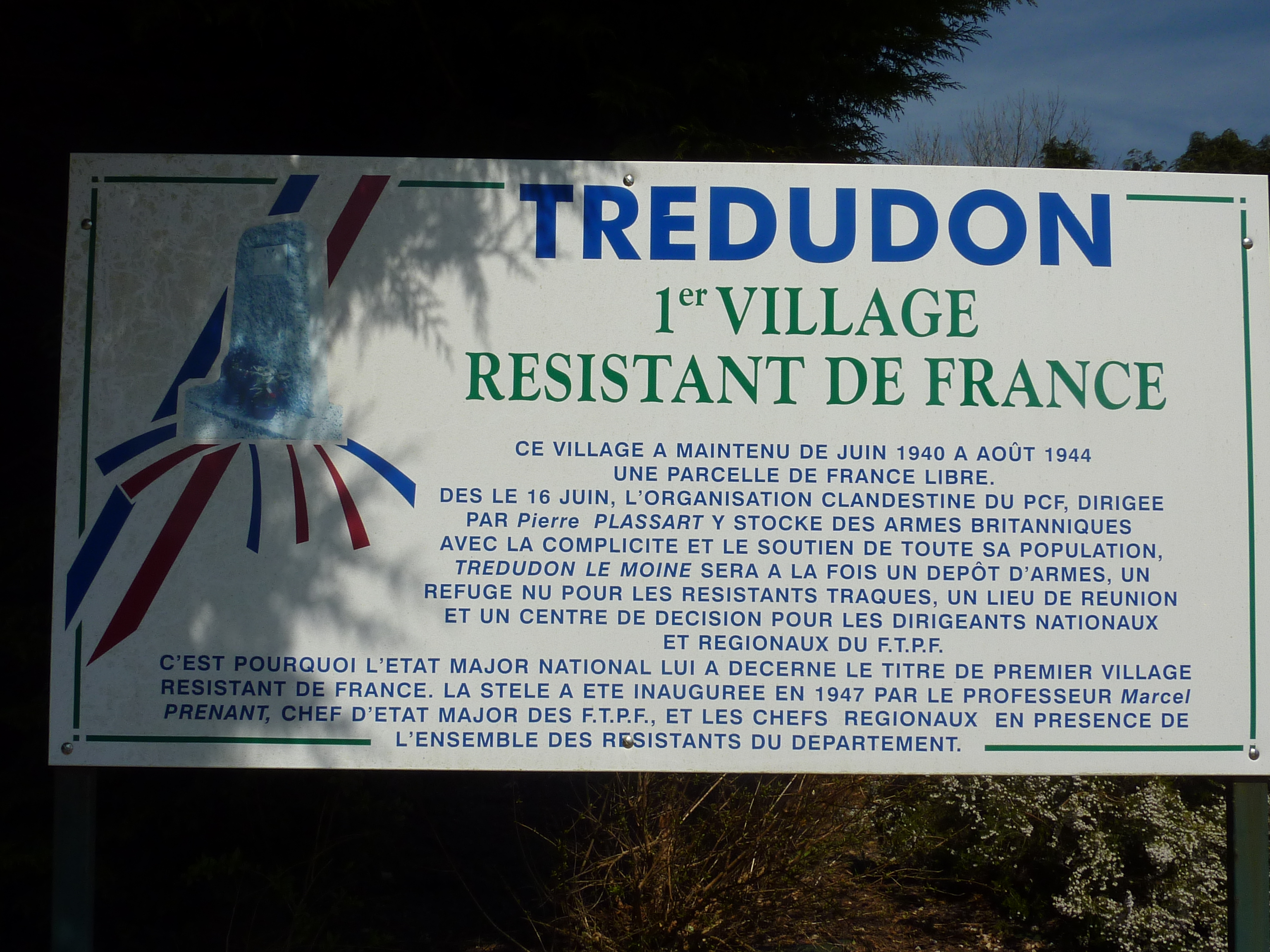
Panneau commémoratif de la résistance à Trédudon-le-Moine.

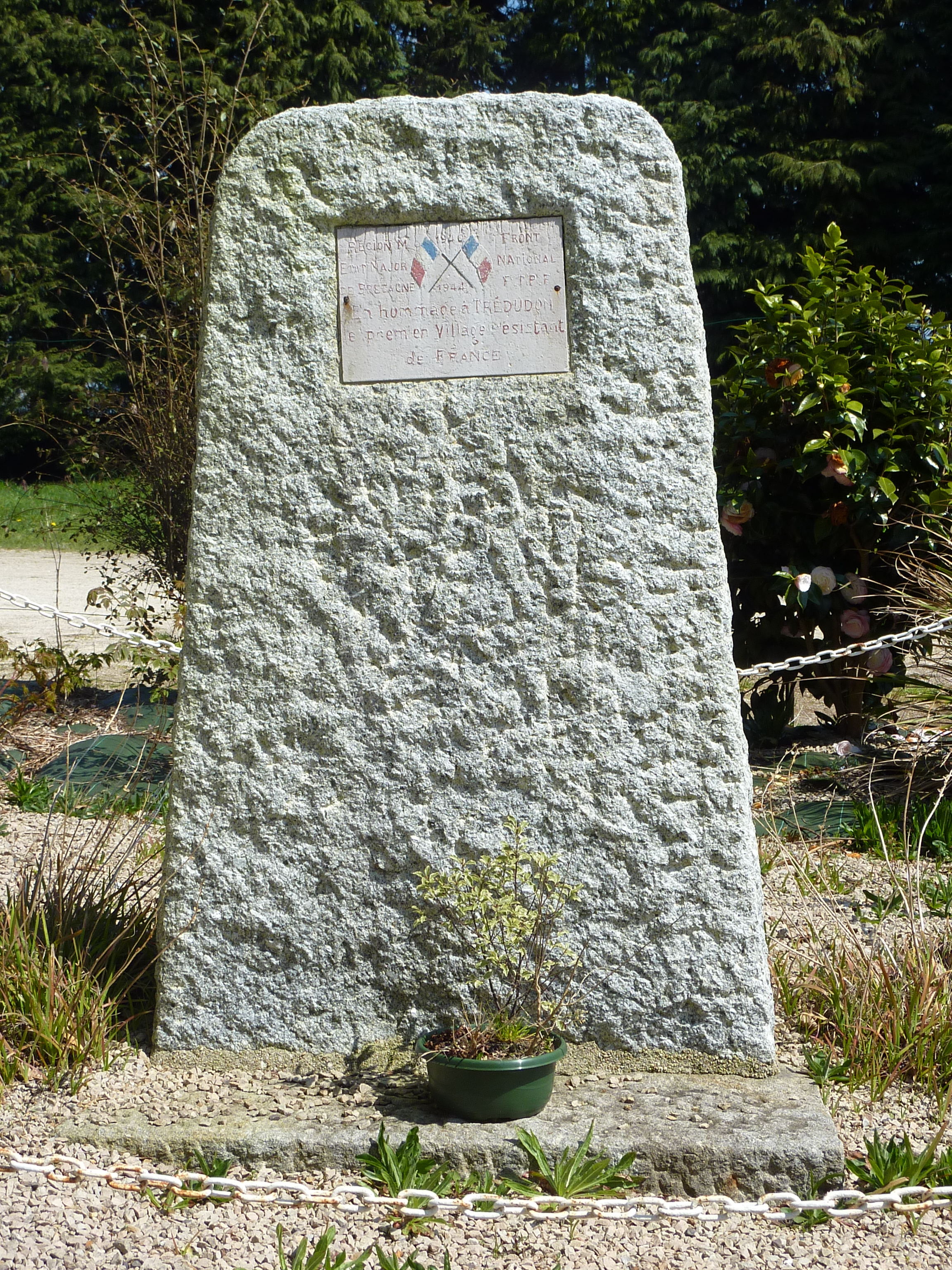
Stèle commémorative de la résistance à Trédudon-le-Moine.

Le 17 mai 1943 vers 13 heures, un combat aérien se déroule au-dessus des communes de Plonévez-du-Faou, Scrignac et Berrien. Un avion anglais tombe en flammes à l'est du bourg de Plonévez-du-Faou, et des incendies, provoqués par la chute des réservoirs ou des projectiles, se déclarent sur le territoire des communes de Plonévez-du-Faou, La Feuillée et Scrignac.
Pendant la Seconde Guerre mondiale, un hameau de Berrien, Trédudon-le-Moine fut, à l'instigation des communistes locaux, un des premiers villages résistants de France ; « Le village de Trédudon-le-Moine est accroché comme un nid au versant sud de la montagne. Dès les premiers jours de l'Occupation, les trente-deux foyers de ce village et les fermes environnantes deviennent pendant quatre très longues années un bastion de l'organisation clandestine du Front national, de l'O.S. et des FTPF (...). Dès l'année 1942 de jeunes résistants du pays constituent un groupe de combat. (...) Ils insufflent un tel élan à la Résistance que celle-ci trouva embrigadée dans ses rangs la presque totalité des jeunes paysans de l'Arrée. Trédudon, c'est une base de refuge pour des dizaines d'aviateurs alliés, pour des familles juives et les résistants traqués, poursuivis par la Gestapo, la Milice, la police de Vichy, par les Bezen Perrot et les forces allemandes.
Le titre de « premier village résistant de France » lui fut accordé par l'État Major du Front National FTPF à Paris après la Libération. Des armes y furent cachées par Pierre Plassart, un dirigeant local de l'Organisation spéciale, avec la complicité de la population, et le village servit de dépôt d'armes, de lieu de refuge et de réunions clandestines pour les dirigeants du FTPF pendant toute la guerre. Dans son livre, Jean Kerdoncuff fait le compte douloureux de ses martyrs : « vingt-deux fusillés, seize déportés dont dix morts en déportation, onze tués au combat, un disparu ». Il écrit encore : « La discrétion des survivants, la dispersion des responsables (voulue et organisée) à la Libération, l'afflux massif des résistants de la dernière heure, la joie de la liberté, ont jeté un grand voile sur les extraordinaires exploits des soldats de l'ombre dans notre « montagne » ; que ces quelques lignes que vous venez de lire, vous fasse partager toute l'admiration et l'émotion que je ressens en les écrivant. » Il ajoute : « Le Relecq-Plounéour-Ménez fut pour beaucoup de Résistants le chemin du ravitaillement, du repos, de l'espoir, parfois celui de l'angoisse et de la détresse, jamais celui du doute. Nombreux sont ceux qui y firent leurs derniers pas de combattants et d'hommes libres ».
En janvier 1944, un capitaine allemand et son ordonnance, tous deux à cheval, furent tués par des résistants à Goenidou. Leurs corps, et ceux de leurs chevaux, furent enterrés par les maquisards avec l'aide de la population des environs ; malgré les intenses recherches effectuées, ils ne furent pas retrouvés et leur disparition resta mystérieuse aux yeux des Allemands.
Deux résistants de Berrien (Pierre Caouren, Marcel Grall) ainsi que deux de Scrignac (Francis et Louis Coant) firent partie des 32 fusillés par les Allemands au Colombier à Rennes le 8 juin 1944. Jean-Louis Plassart, originaire de Squiriou-en-Berrien, né le 18 août 1924, s'évada le 6 août 1944 à Langeais du train de Langeais, dernier train de déportés à avoir quitté Rennes le 3 août 1944. François Paul, né à Berrien le 20 mai 1923, déporté de Compiègne le 15 août 1944 vers le KL Buchenwald (matricule : 77601), puis dans un autre lieu de déportation : Ellrich, kommando de Dora où il décède le 29 janvier 1945 ; François Le Jeune, né le 1er août 1925 à Berrien, est déporté de Compiègne le 22 janvier 1944 vers le KL Buchenwald (matricule : 42885). Autres lieux de déportation : Flossenbürg, Theresienstadt (Terezin). Il décède le 15 avril 1945.
Une stèle commémorative à la mémoire de François Guingant se trouve sur le long de la route D 42 entre Berrien et La Feuillée
Parmi les autres maquisards FTP de Berrien, on peut citer par exemple Noël Urvoas. D'autres personnes originaires de Berrien résistèrent, par exemple François Tournevache.
Le maquis de Beurc'h Coat, à l'est du bourg de Berrien, dans la forêt du Huelgoat, commandé par le capitaine Georges, dépendait du réseau « Libé-Nord » et fut fort début 1944 de 630 hommes. Il participa notamment à la libération du Huelgoat le 5 août 1944.

#### L'après Seconde Guerre mondiale
Le menhir de Kerampeulven fut étêté par un tailleur de pierres dans la décennie 1950 et une de ses faces affublée d'une sculpture naïve par un autre à la même époque.
La carrière de kaolin de Berrien ouvre en 1967.

### LeXXIesiècle

#### La lutte contre la désertification
En 2015, la commune de Berrien décide pour sauver une classe de l'école menacée de fermeture faute d'effectifs suffisants de vendre à 1 euro le m2 dix terrains constructibles jusque-là mis en vente à 9,50 euros le m2. Cette annonce provoqua un véritable buzz médiatique. Le bilan en 2021 est à nuancer : trois maisons ont été construites et quatre sont en projet ; mais beaucoup de candidats acheteurs ont renoncé faute de trouver du travail dans la région. La classe menacée de fermeture est toutefois restée ouverte en raison des enfants nouveaux venus.

#### Changement climatique et pénurie d'eau potable
Du à la sécheresse de l'été 2021 le captage en eau potable s'est asséché pour au moins 4 mois en fin 2022. Une solution temporaire a été mise en place en raccordant le réseau d'eau à la réserve d'eau forte d'un million de m³ de l'ancienne carrière de kaolin de Menez Molve inutilisée depuis 2017. Malheureusement des analyses de l'eau ont revélé que l'eau était contaminée à l'arsenic, rendant l'eau du réseau non-potable. Le raccordement à une usine de traitement des eaux capable de maintenir le taux d'arsenicsous la valeur de 10 microgrammes par litre qui reste à construire pourrait toutefois rendre l'eau de cette ancienne carrière utilisable.

## Politique et administration

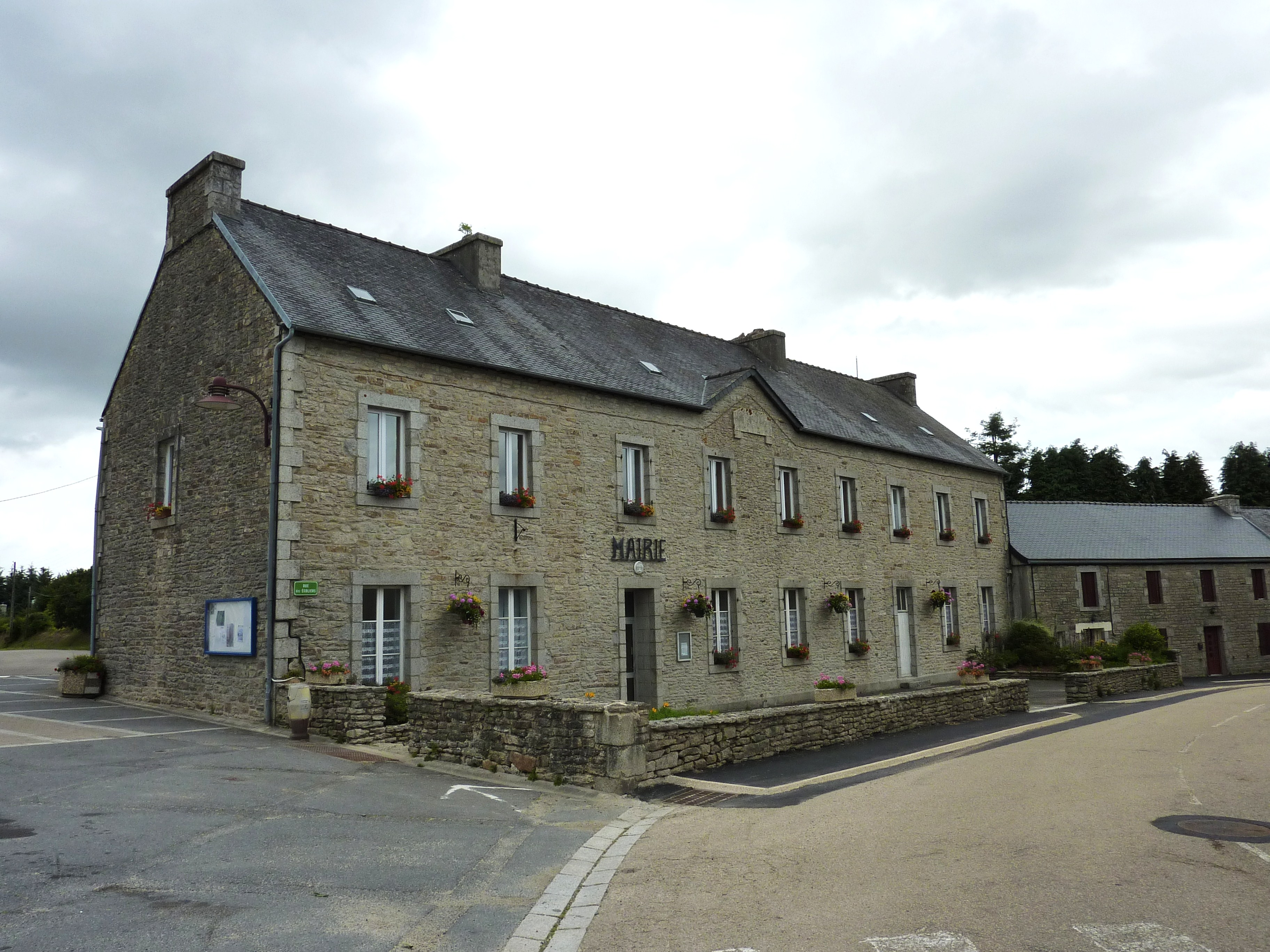
La mairie (ancienne école des garçons).

### Liste des maires
Berrien fait partie de la communauté de communes Monts d'Arrée Communauté.

## Démographie
L'évolution du nombre d'habitants est connue à travers les recensements de la population effectués dans la commune depuis 1793. Pour les communes de moins de 10 000 habitants, une enquête de recensement portant sur toute la population est réalisée tous les cinq ans, les populations de référence des années intermédiaires étant quant à elles estimées par interpolation ou extrapolation. Pour la commune, le premier recensement exhaustif entrant dans le cadre du nouveau dispositif a été réalisé en 2007.

En 2022, la commune comptait 920 habitants, en évolution de −2,23 % par rapport à 2016 (Finistère : +2,16 %, France hors Mayotte : +2,11 %).
| 1793  | 1800  | 1806  | 1821  | 1831  | 1836  | 1841  | 1846  | 1851  |
| ----- | ----- | ----- | ----- | ----- | ----- | ----- | ----- | ----- |
| 1 867 | 1 693 | 1 949 | 2 039 | 2 211 | 2 400 | 2 540 | 2 670 | 2 117 |

| 1856  | 1861  | 1866  | 1872  | 1876  | 1881  | 1886  | 1891  | 1896  |
| ----- | ----- | ----- | ----- | ----- | ----- | ----- | ----- | ----- |
| 2 033 | 2 069 | 2 100 | 2 076 | 2 187 | 2 195 | 2 128 | 2 235 | 2 254 |

| 1901  | 1906  | 1911  | 1921  | 1926  | 1931  | 1936  | 1946  | 1954  |
| ----- | ----- | ----- | ----- | ----- | ----- | ----- | ----- | ----- |
| 2 388 | 2 488 | 2 393 | 2 321 | 2 300 | 2 135 | 2 032 | 1 840 | 1 538 |

| 1962  | 1968  | 1975  | 1982  | 1990  | 1999 | 2006 | 2007 | 2012 |
| ----- | ----- | ----- | ----- | ----- | ---- | ---- | ---- | ---- |
| 1 331 | 1 179 | 1 069 | 1 018 | 1 005 | 940  | 952  | 953  | 967  |

| 2017 | 2022 | - | - | - | - | - | - | - |
| ---- | ---- | - | - | - | - | - | - | - |
| 919  | 920  | - | - | - | - | - | - | - |

Vers 1780, la paroisse de Berrien (incluant les trèves du Huelgoat et de Locmaria-Berrien) compte environ 3 400 « communiants » - ce qui exclut les jeunes enfants.[réf. nécessaire]
Traditionnellement, le bourg n'était que très faiblement peuplé : lors du recensement de 1886, la population agglomérée au bourg n'est que de 88 personnes pour une population communale totale de 2 128 habitants.
La commune connaît une croissance démographique quasi continue au XIXe siècle, si l'on excepte l'année 1851 qui voit Botmeur obtenir son indépendance.
Par contre, depuis 1906 et tout au long du XXe siècle, la commune subit l'exode rural qui entraîne un déclin démographique important : perte de 60 % de la population en un siècle. Le minimum démographique est atteint en 1999 avec 940 habitants. Le recensement de 2007 montre cependant une très modeste reprise.

## Économie

### Exploitation du kaolin
L'exploitation du kaolin a commencé en 1967. Le minerai est la kaolinite, de couleur blanchâtre, une argile provenant de l'altération mécanique ou chimique de granites, gneiss ou schistes, qui est utilisée en céramique et pour la fabrication de la porcelaine. Le minerai a cessé d'être exploité à Berrien au début de la décennie 2000, mais la mise en exploitation en 1998 de la carrière de Menez Du dans une commune proche, à Loqueffret, permet le maintien d'une certaine activité industrielle sur le site car le minerai extrait de cette nouvelle carrière y est acheminé, en dépit des inconvénients écologiques liés à cette exploitation. La société exploitante est depuis 2006 le groupe Imerys, qui exploite aussi le site de Plœmeur dans le Morbihan, Le site de Berrien à fermé en février 2017.

## Culture locale et patrimoine

### Lieux et monuments
- Les monts d'Arrée.

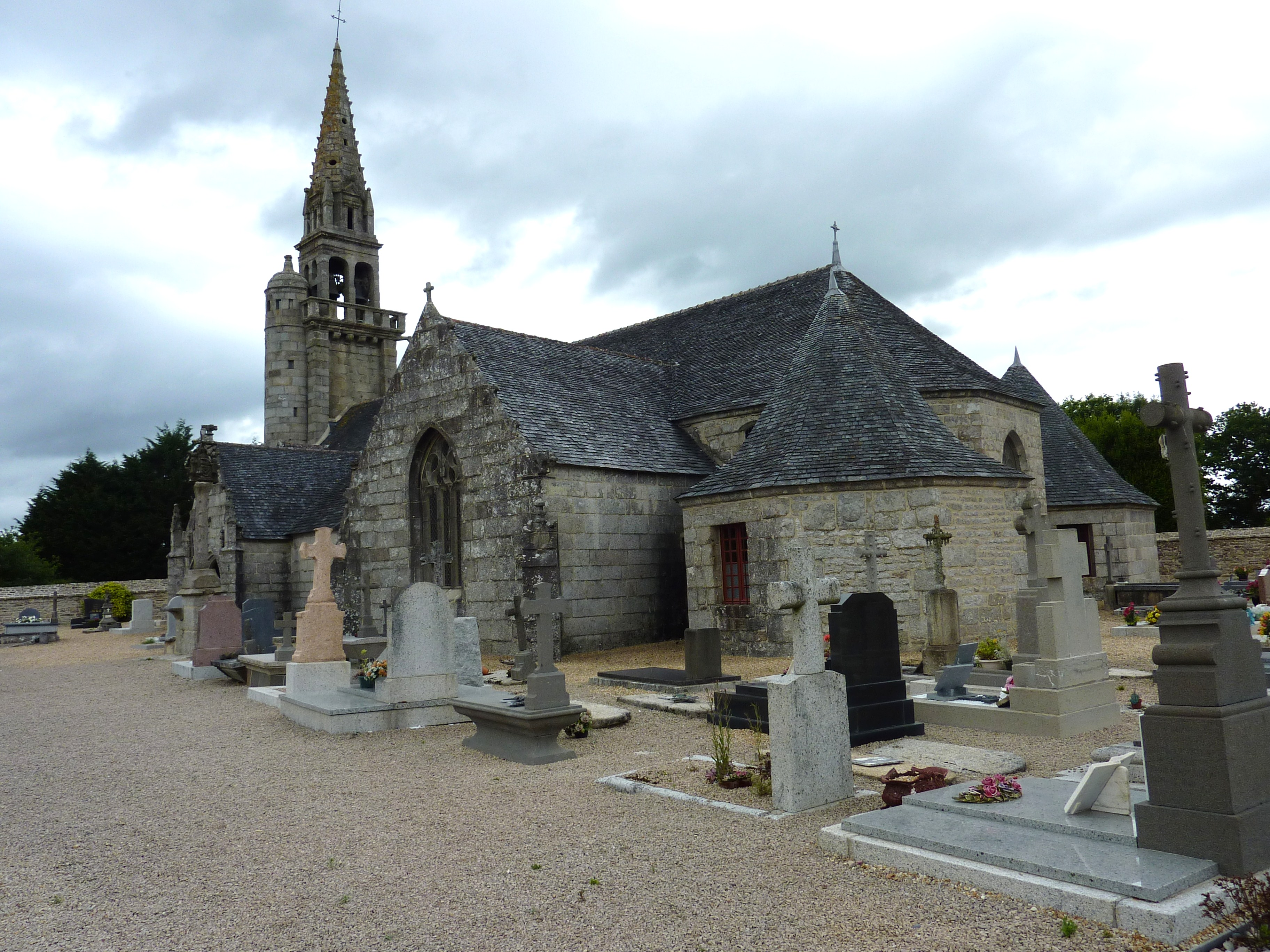
L'église paroissiale Saint-Pierre vue du vieux cimetière.

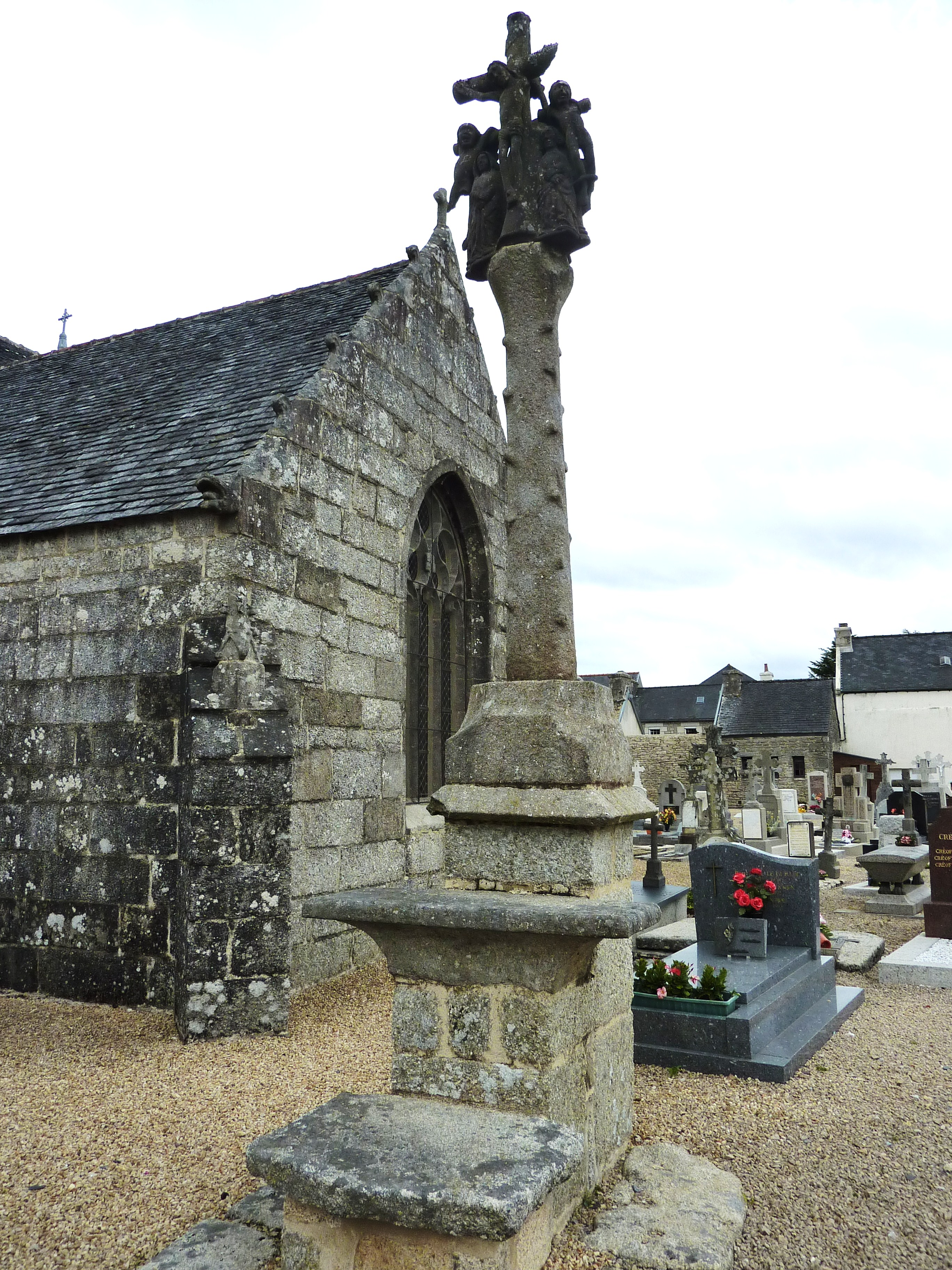
Le calvaire de 1515 dans l'enclos paroissial.

- le menhir de Kerampeulven, bloc de granite local haut de cinq mètres, régulièrement fusiforme, situé au niveau d'une source, est considéré comme l'un des plus beaux de la région. Une photographie ancienne de Noël Le Boyer le représente[105].
- les vestiges du village médiéval de Goenidou au cœur des monts d'Arrée[106].
- l'église paroissiale Saint-Pierre datant du XVIe siècle dans le bourg est classée Monument historique depuis 1915 ; son clocher est de style Beaumanoir doté de trois cloches et de charpente apparente tout comme le porche. Le clocher a été détruit par la foudre en 1923[107], mais restauré ensuite. L'intérieur de l'église est à trois nefs avec transepts voûtés en bois. Une pierre du clocher porte une inscription de 1575 mais doit dater d'un édifice antérieur[108].
- la chapelle Saint-Ambroise, qui surplombe le confluent du Squiriou et de la Rivière d'Argent, qui se jettent dans l'Aulne, date du XIIe siècle, mais a été restaurée au XVIIe siècle. Son nom proviendrait d'une confusion entre Merlin (Merlin ambroisius, « Merlin l'immortel », c'est-à-dire Merlin l'Enchanteur de la légende arthurienne) et saint Ambroise de Milan, archevêque de cette ville[43] entre 374 et 397.
- l'ancienne chapelle Sainte-Barbe, implantée originellement à 2 km du bourg sur le tracé de l'ancienne route royale menant à Morlaix entre les villages de Squiriou et Ty ar Gall, en lisière de la forêt de Saint-Ambroise, fut déplacée en 1876[108] près du bourg en bordure de la nouvelle route Carhaix-Morlaix, son remontage ne s'achevant qu'en 1896. Elle fut détruite par la foudre le 17 juin 1955, il n'en reste que les murs[43].
- Les quatorze calvaires[109], au bourg et dans la plupart des villages. Un calvaire dans le cimetière date de 1515 (réparé en 1864) et représente, d'un côté la crucifixion et de l'autre un « Ecce Homo », saint Pierre et Madeleine étant représentés sur les croisillons[108]. Le second calvaire, en granite de Kersanton, représente d'un côté le Christ, saint Jean, la Vierge et les deux larrons, de l'autre une pietà[108].

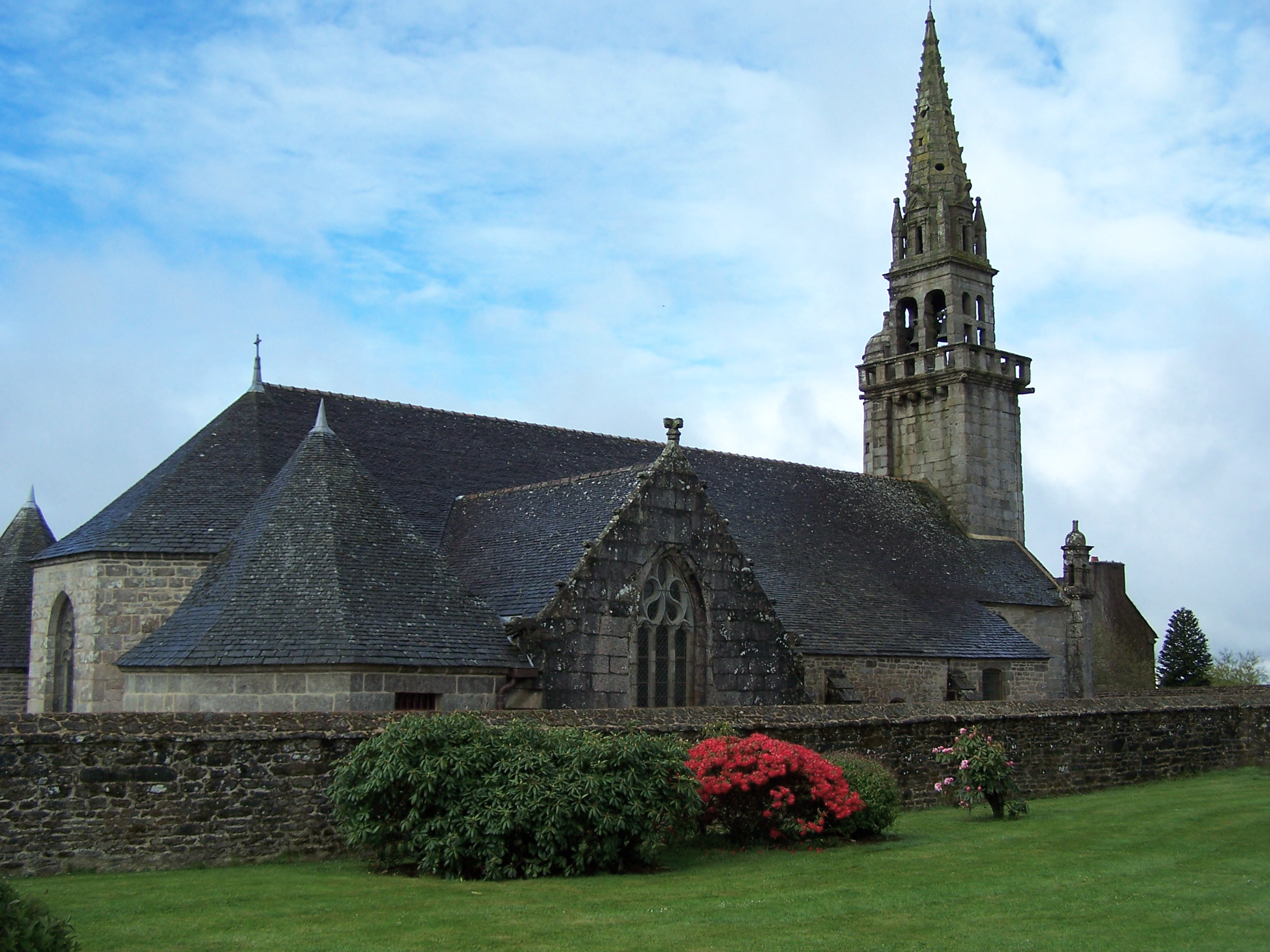
L'église Saint-Pierre.
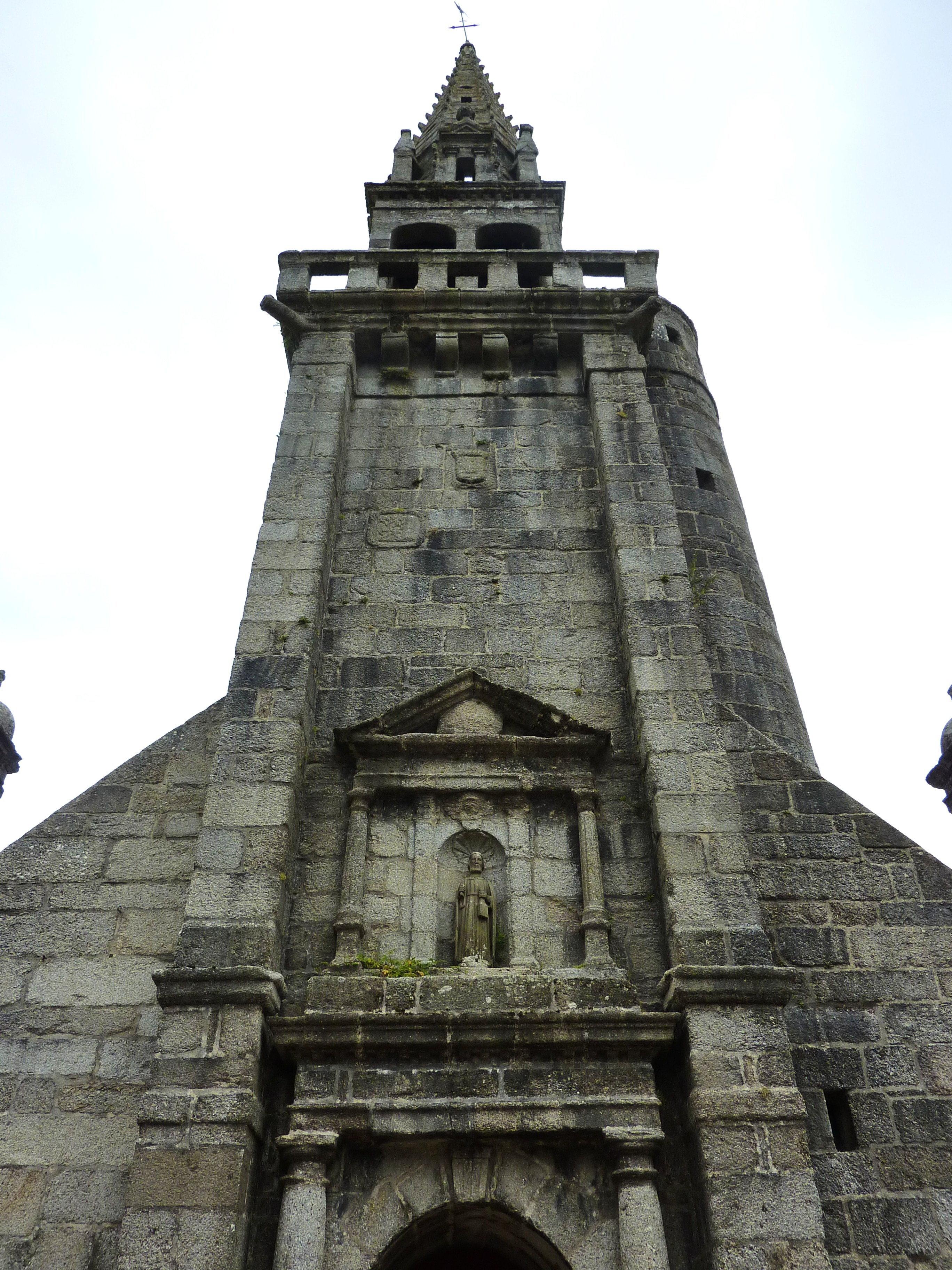
Le clocher et le portail de l'église Saint-Pierre vus de l'ouest.
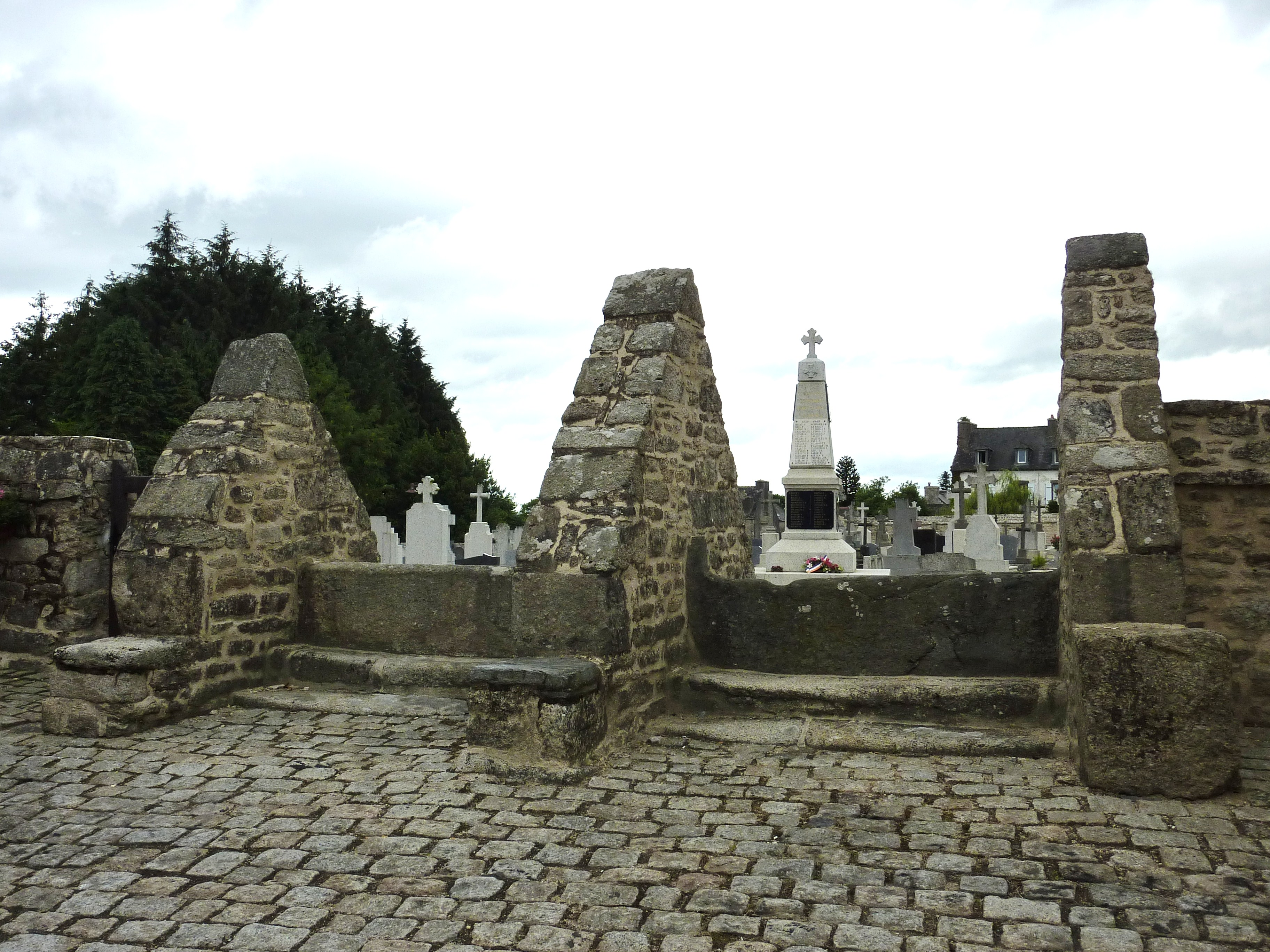
L'entrée de l'enclos paroissial : dalles de schistes servant de barrière contre l'intrusion des animaux.
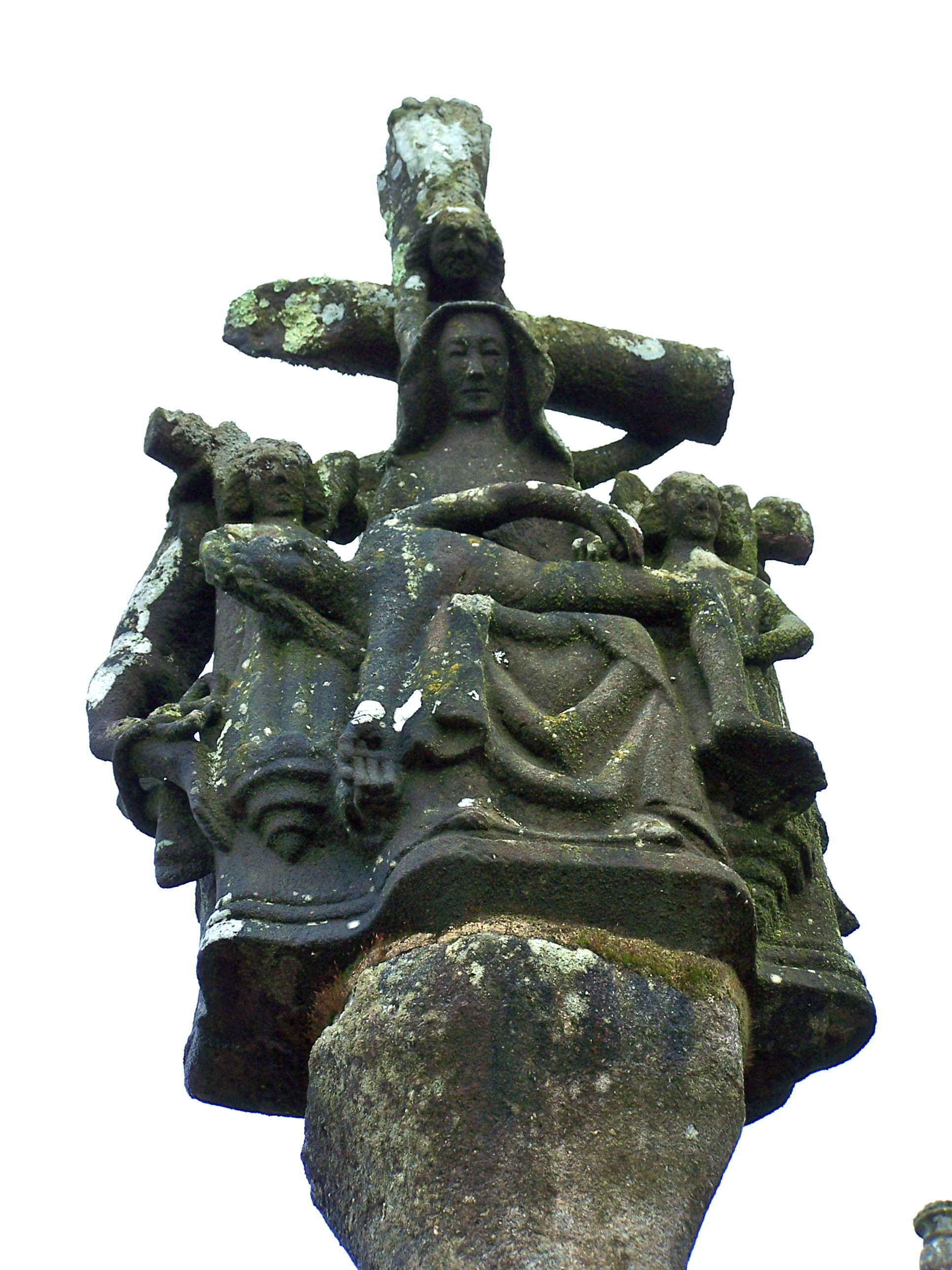
Détail du calvaire de 1515 : la mise au tombeau (« Ecce Homo »).
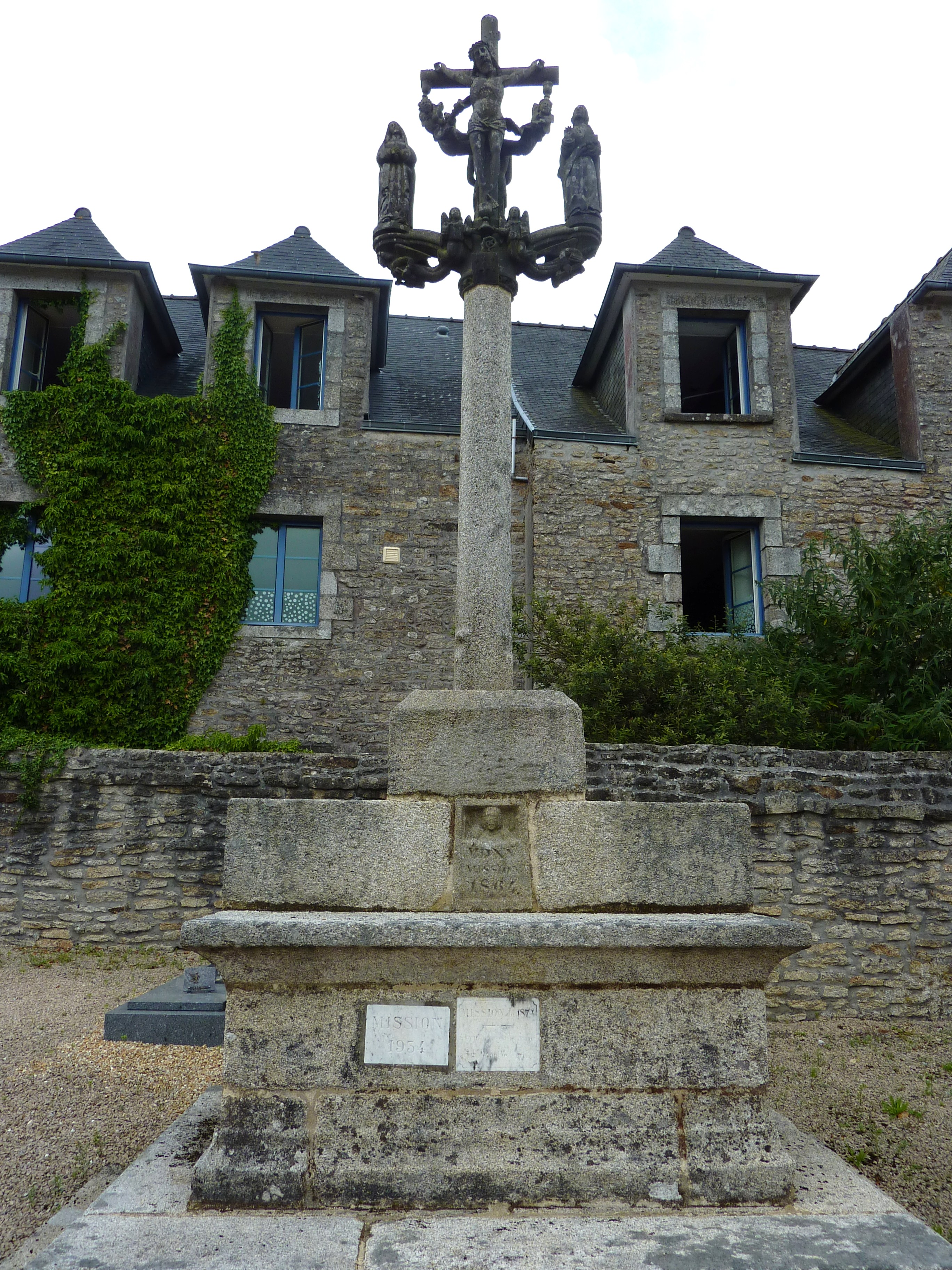
Calvaire de la mission de 1864 dans le vieux cimetière.
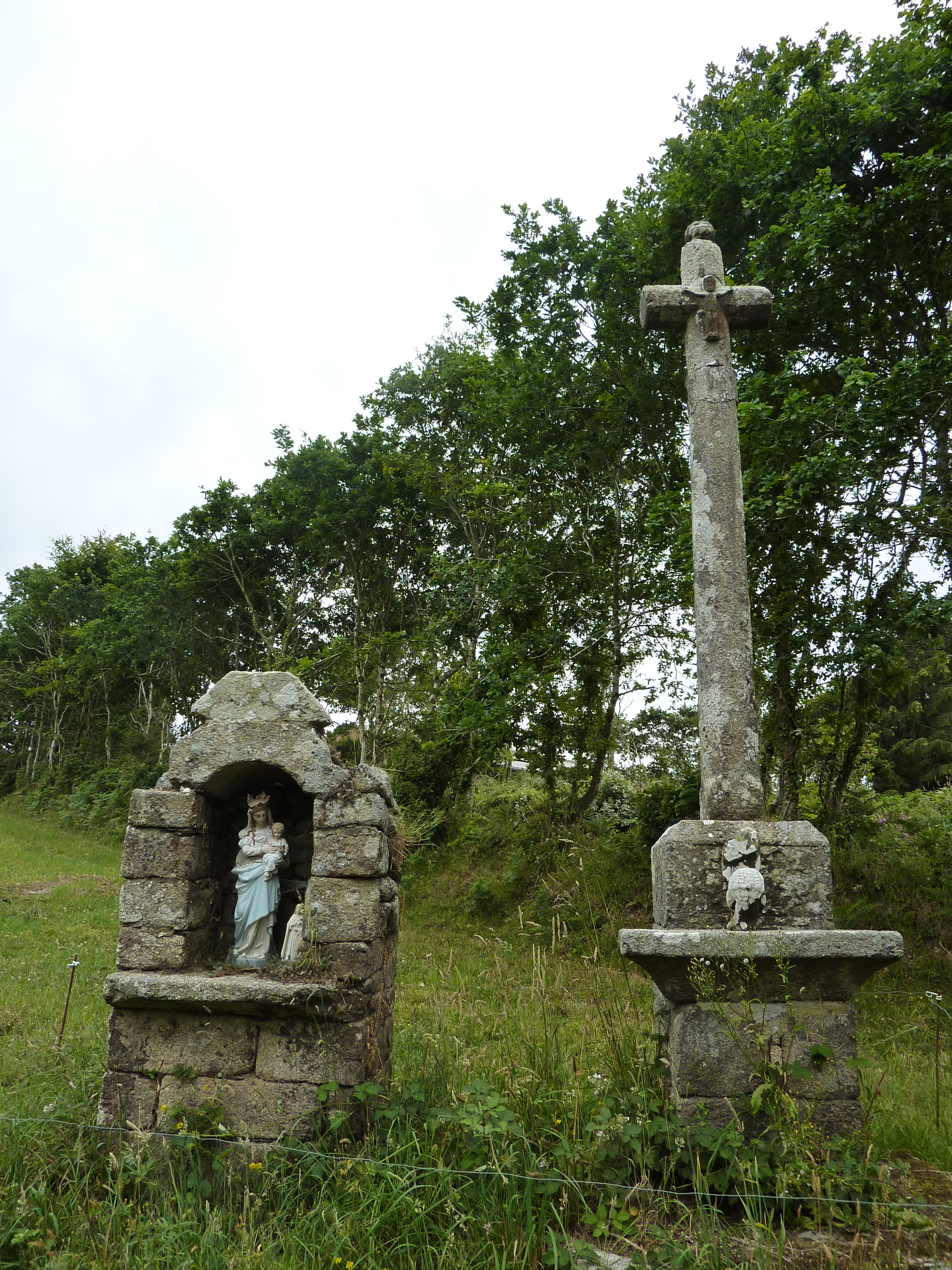
Calvaire et piètà à Kernévez.

Sainte-Barbe
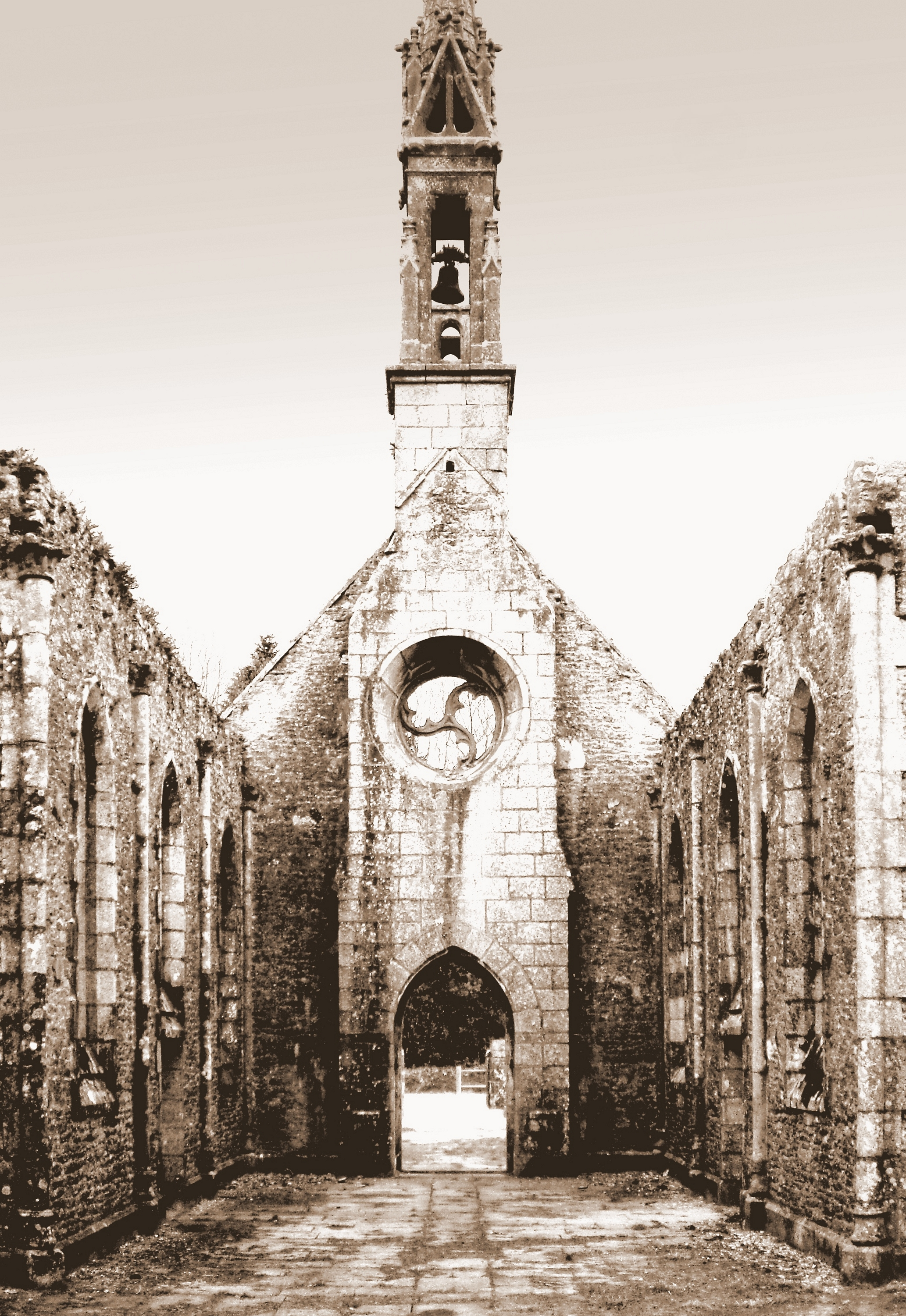
Ruines de la chapelle Sainte-Barbe.
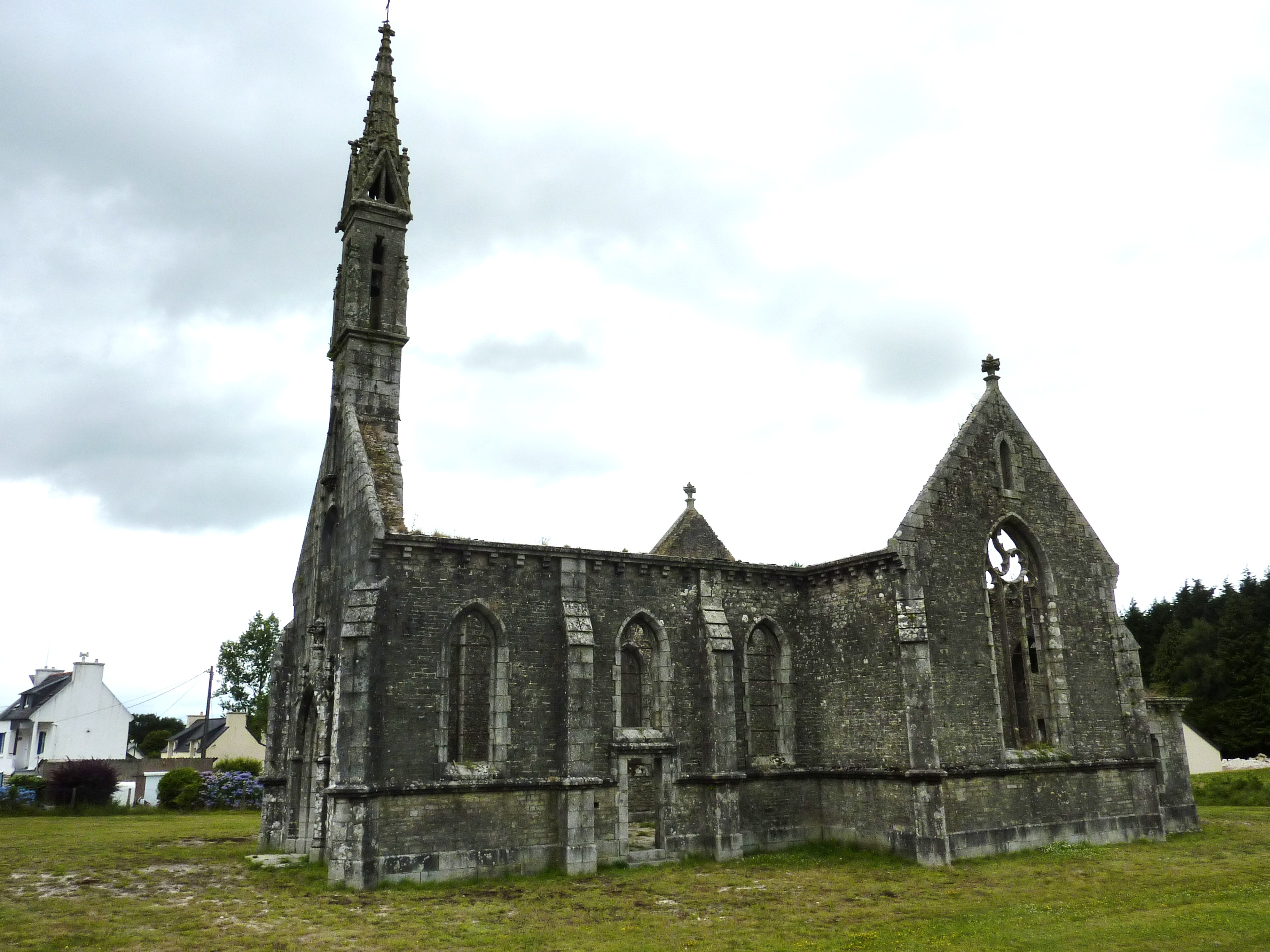
La chapelle Sainte-Barbe (détruite par la foudre en 1955).
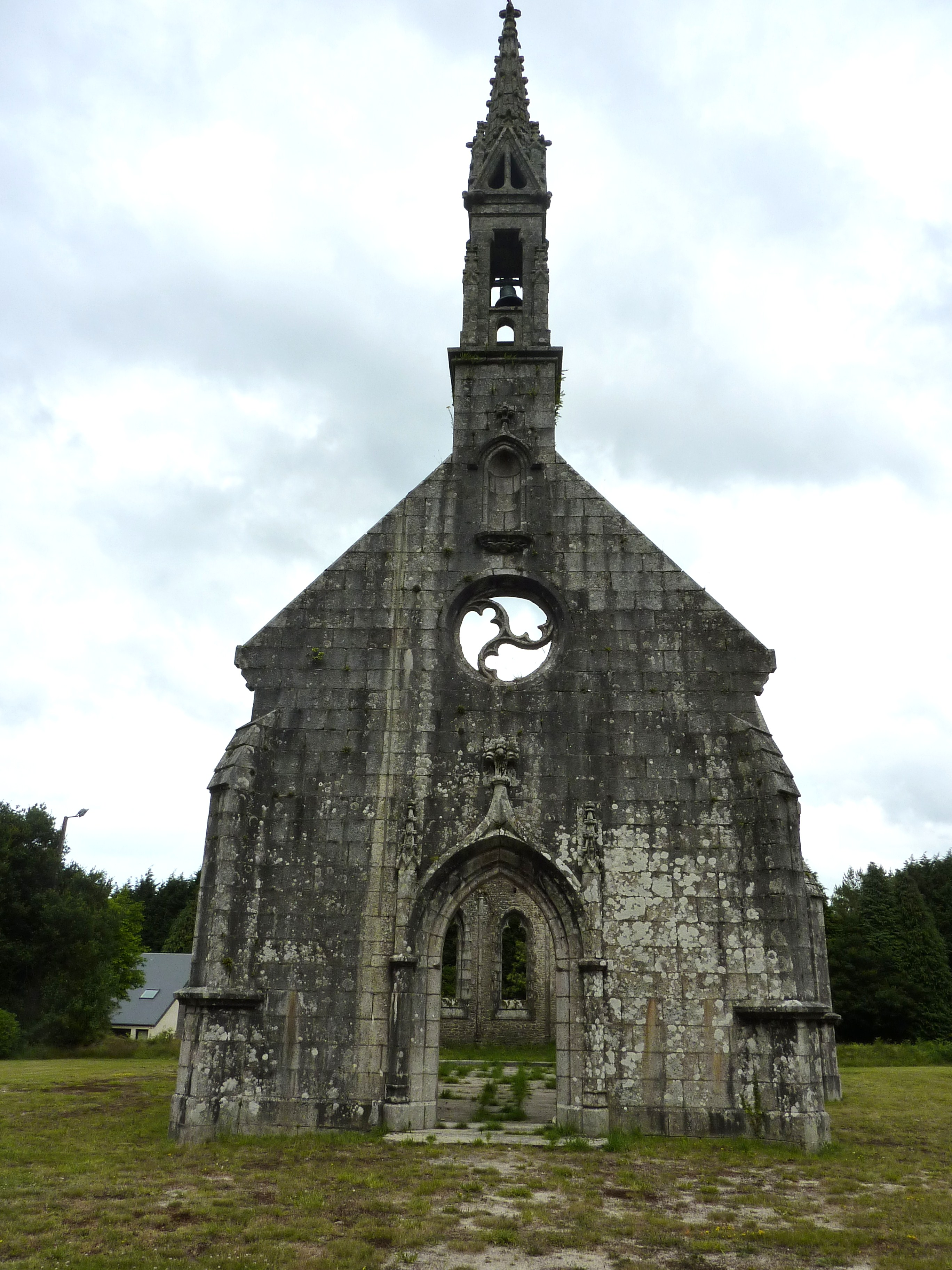
Portail de la chapelle Sainte-Barbe.

- la stèle de Blake[110] : elle illustre un fait divers survenu le 21 janvier 1821 : un ingénieur de la mine de plomb argentifère de Locmaria-Berrien, personnalité connue dans la région à l'époque, qui chassait le sanglier, fut tué par l'un d'entre eux, même s'il le tua également.
- le tumulus de Réuniou, contient un grand caveau de 2,70 m de long, 1,90 m de large et 1,70 m de haut dans lequel a été découvert un squelette et du mobilier.
- la Haute vallée du Mendy (à cheval sur les communes de Berrien et du Cloître-Saint-Thégonnec) fait l'objet d'une mesure de protection de biotope « considérant que la haute vallée du Mendy renferme à elle seule toutes les espèces végétales protégées des tourbières acides à sphaignes connues en Basse-Bretagne, et en particulier la sphaigne de La Pylaie (Sphagnum pylaisii) ; qu'elle abrite notamment le malaxis des tourbières (Hammarbya paludosa), dont les effectifs présents représentent près de 20 % de l'effectif français connu pour cette espèce, la spiranthe d'été (Spiranthes aestivalis), le lycopode inondé (Lycopodiella inundata), l'asphodèle d'Arrondeau (Asphodelus arrondeaui), plantes toutes protégées au niveau national ainsi que la linaigrette engainée (Eriophorum vaginatum) protégée en région Bretagne ; que le biotope abrite plusieurs espèces protégées d'oiseaux, de mammifères, d'amphibiens et de reptiles, inféodées aux divers milieux qui le composent »[111].
- Des moulins, dont celui de Quinimilin qui fut possession ducale, puis royale[112]. Le moulin Lidien fut le dernier à fonctionner à Berrien jusque dans la décennie 1950.
- L'ancienne gare de Berrien-Scrignac, reconvertie un temps en Ecomusée de la chasse et de la faune sauvage.
- L'ancienne voie ferrée Carhaix-Morlaix a été reconvertie en « voie verte » piétonne et cycliste (et VTTiste).

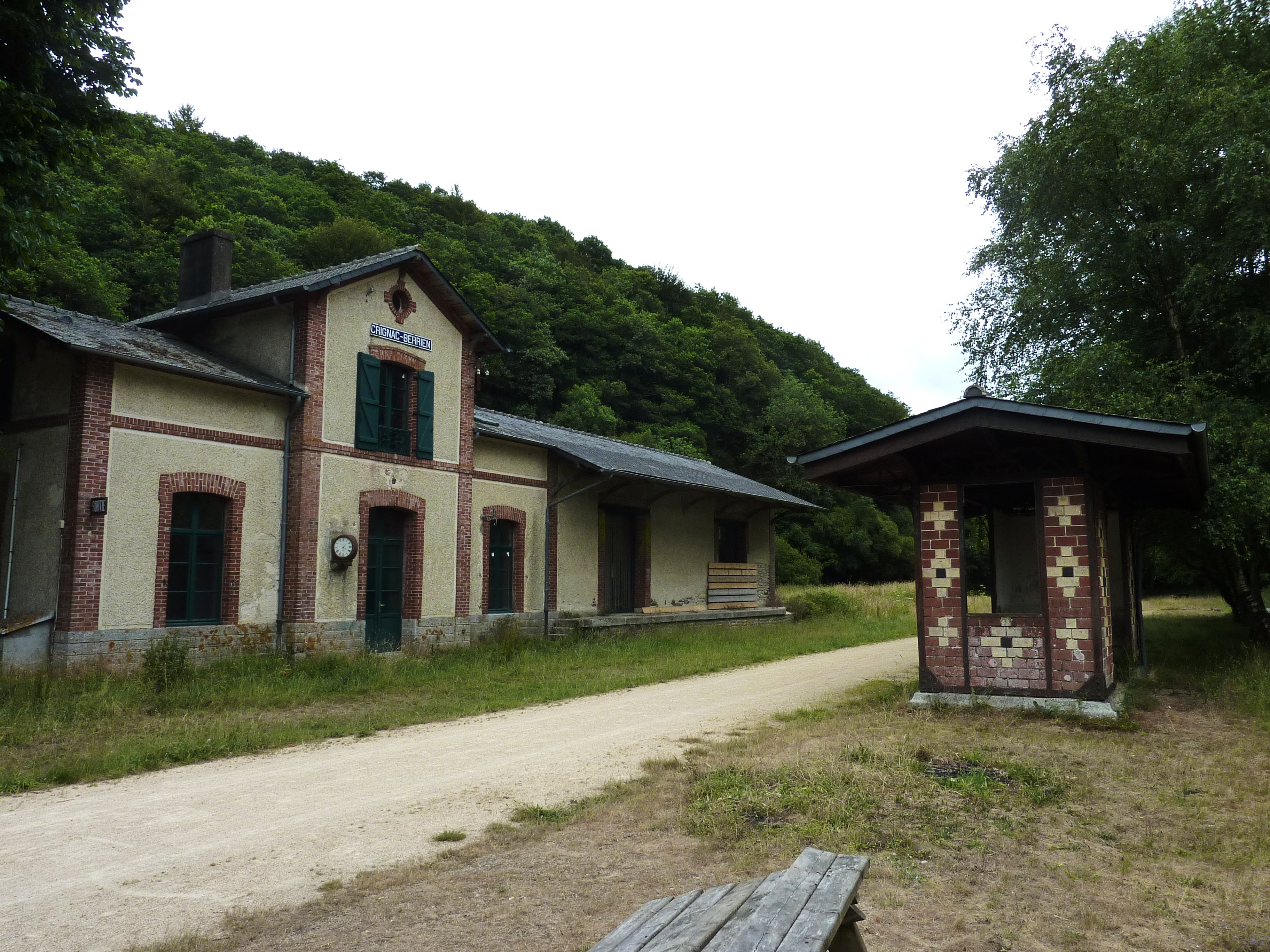
L'ex-gare et l'ancienne voie ferrée reconverties en « voie verte ».
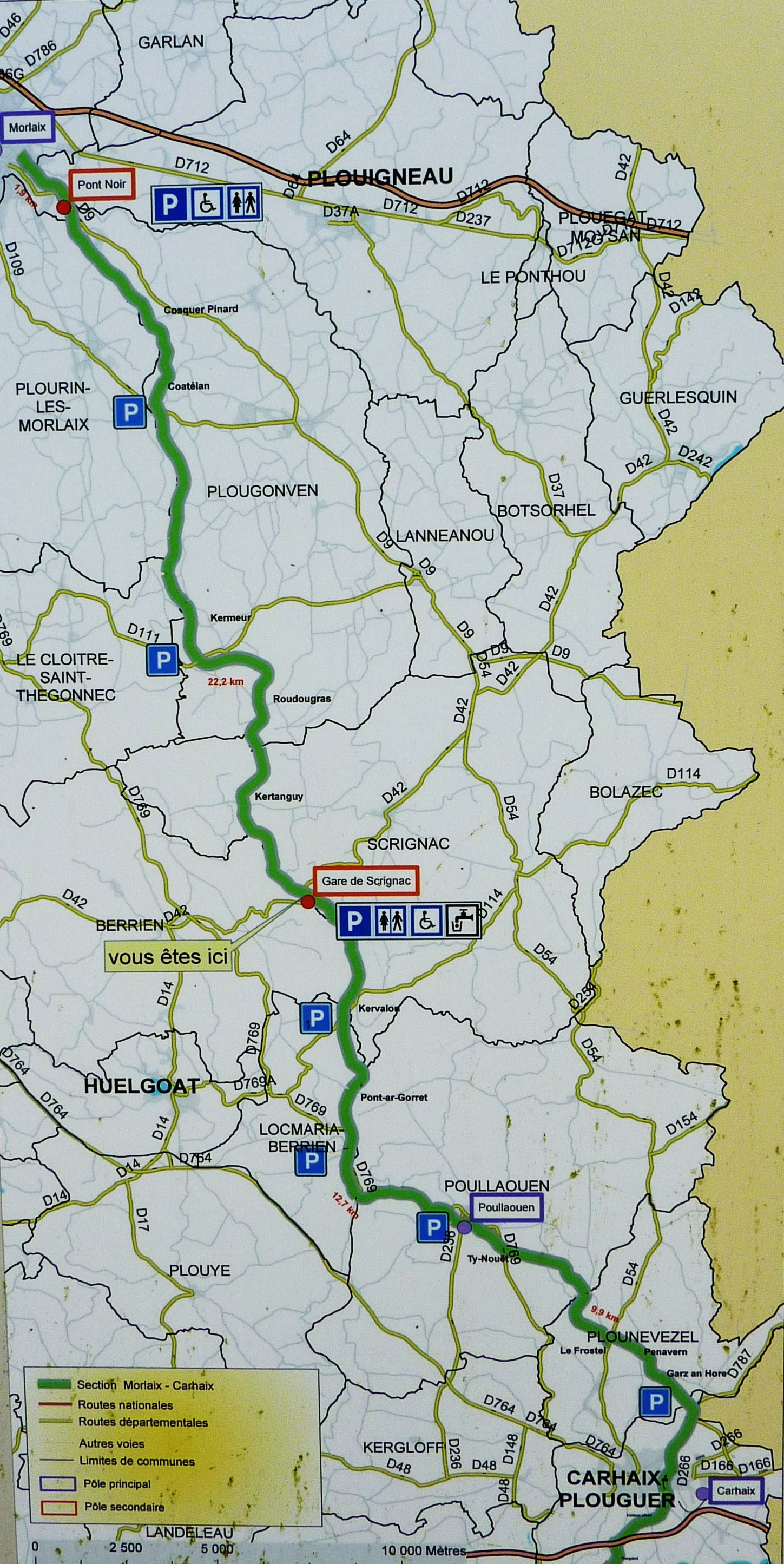
Carte de la « voie verte » entre Morlaix et Carhaix.
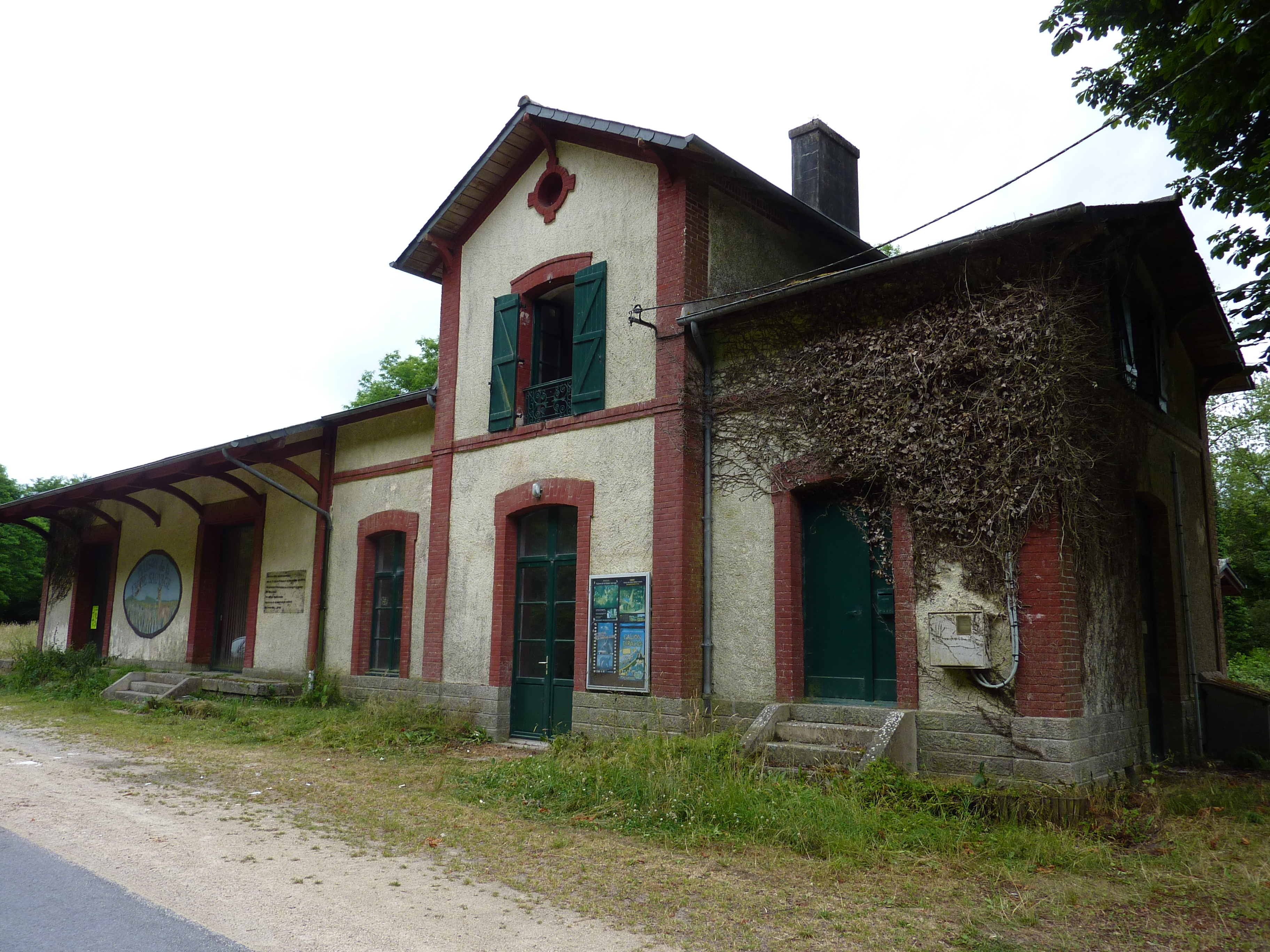
L'ancienne gare qui fut un temps reconvertie en musée de la chasse et de la faune sauvage.
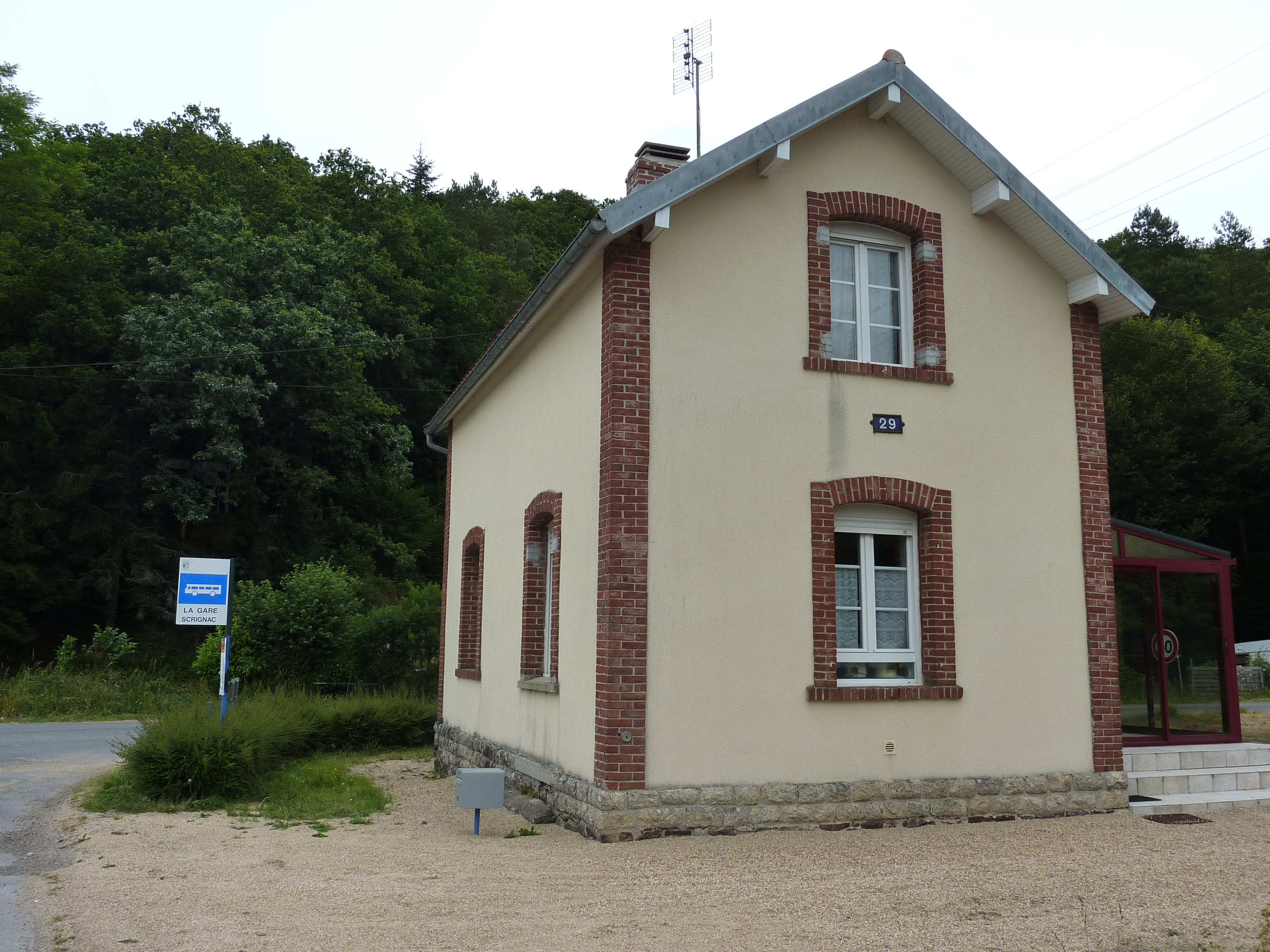
La maisonnette de la garde-barrière au niveau de l'ancien passage à niveau de la route Berrien-Scrignac.

- Nombreuses maisons en granite et puits remarquables, souvent accolés aux maisons.

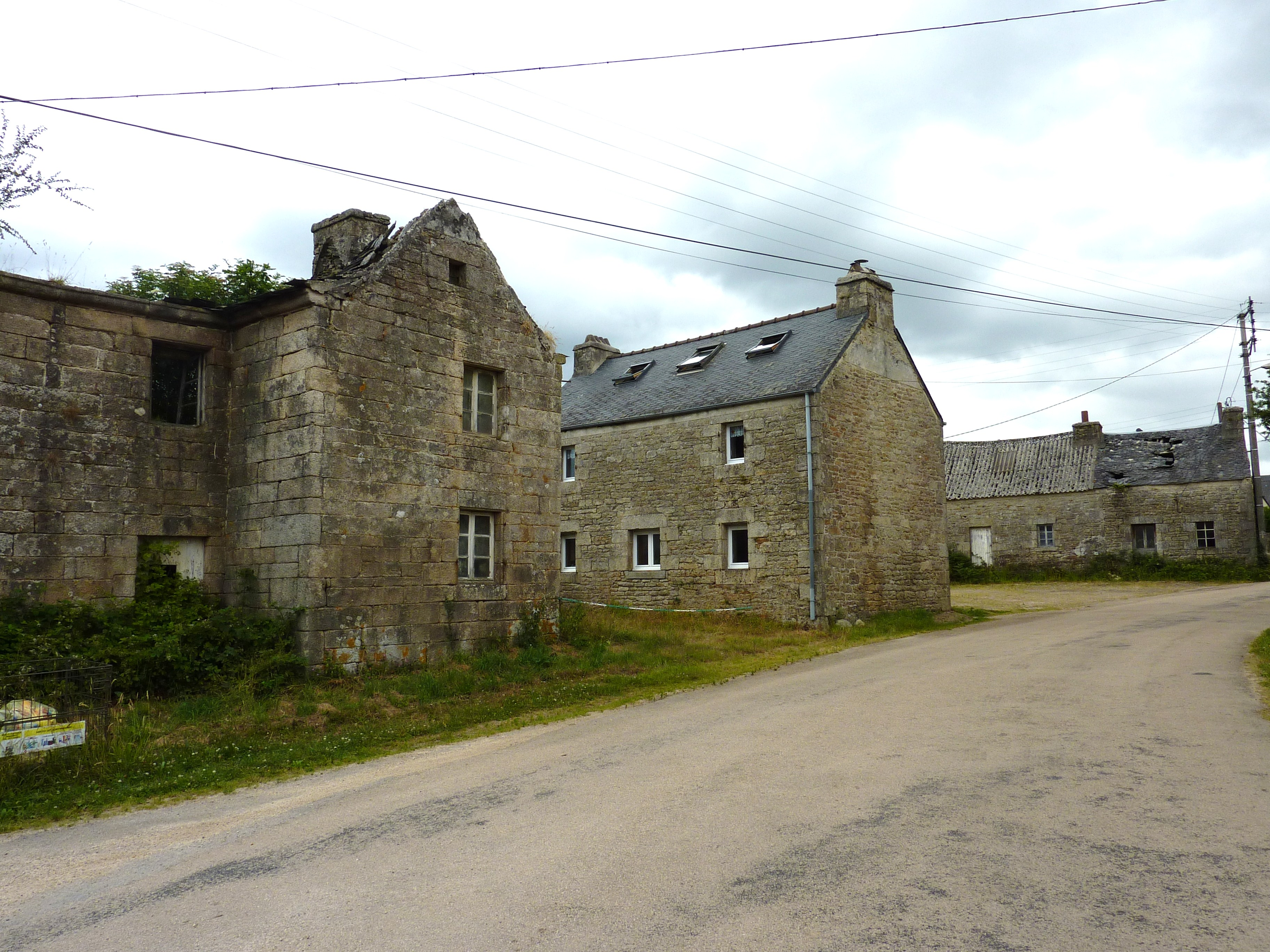
Maisons en granite en partie abandonnées dans le village de Kermaria.
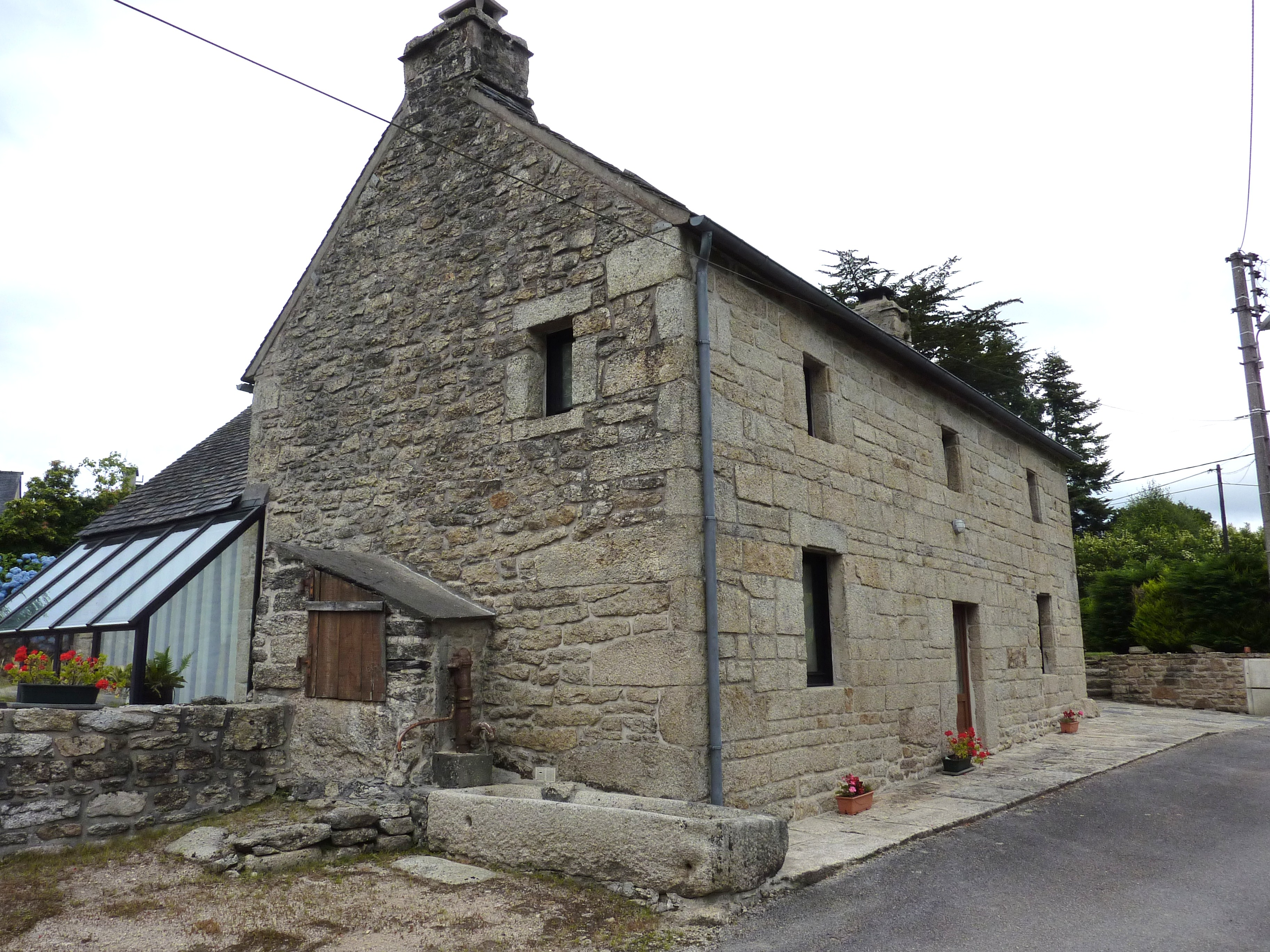
Maison en granite et son puits dans le village de Kermaria.
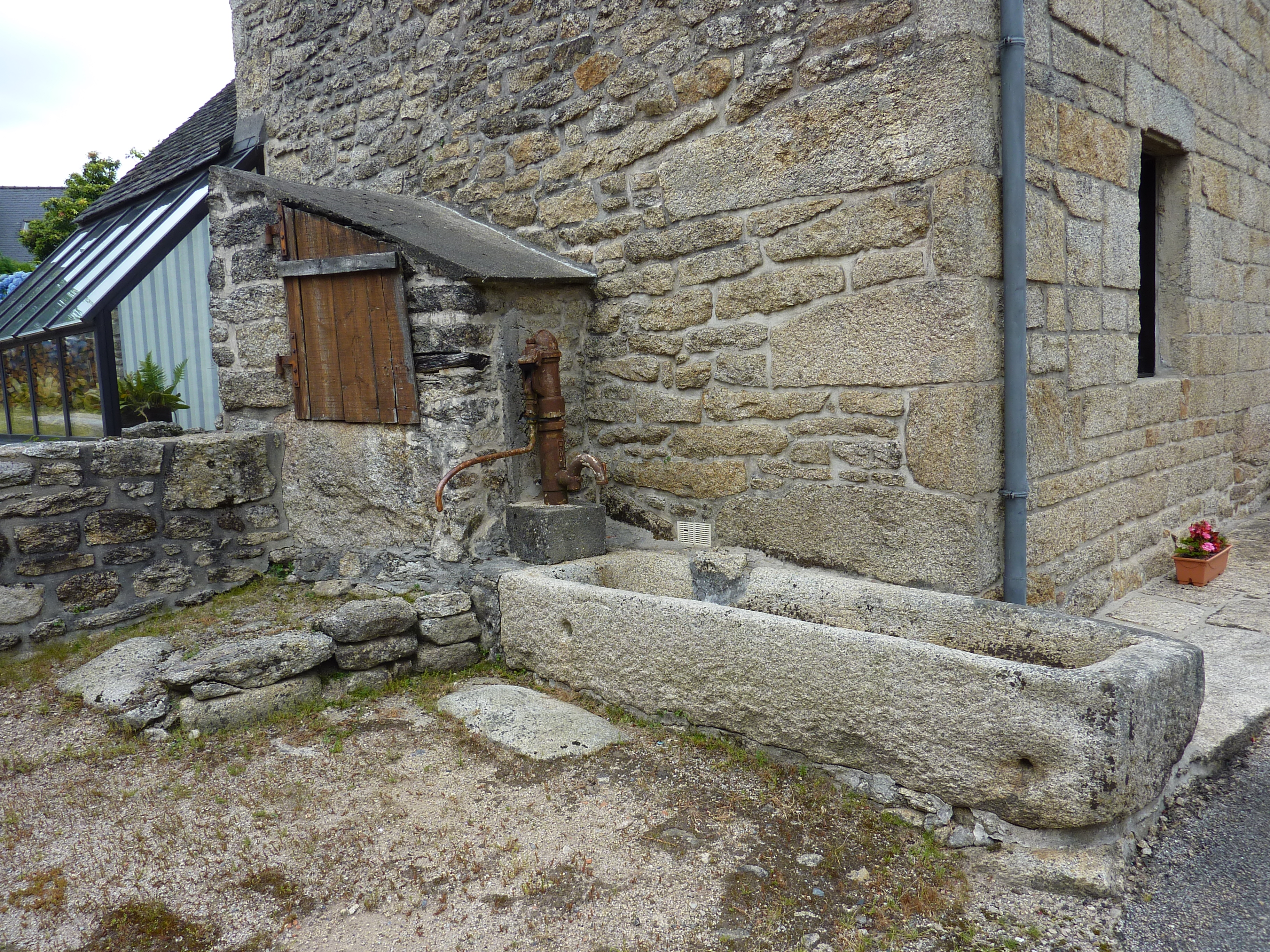
Puits, auge et pompe accolés à une maison à Kermaria.
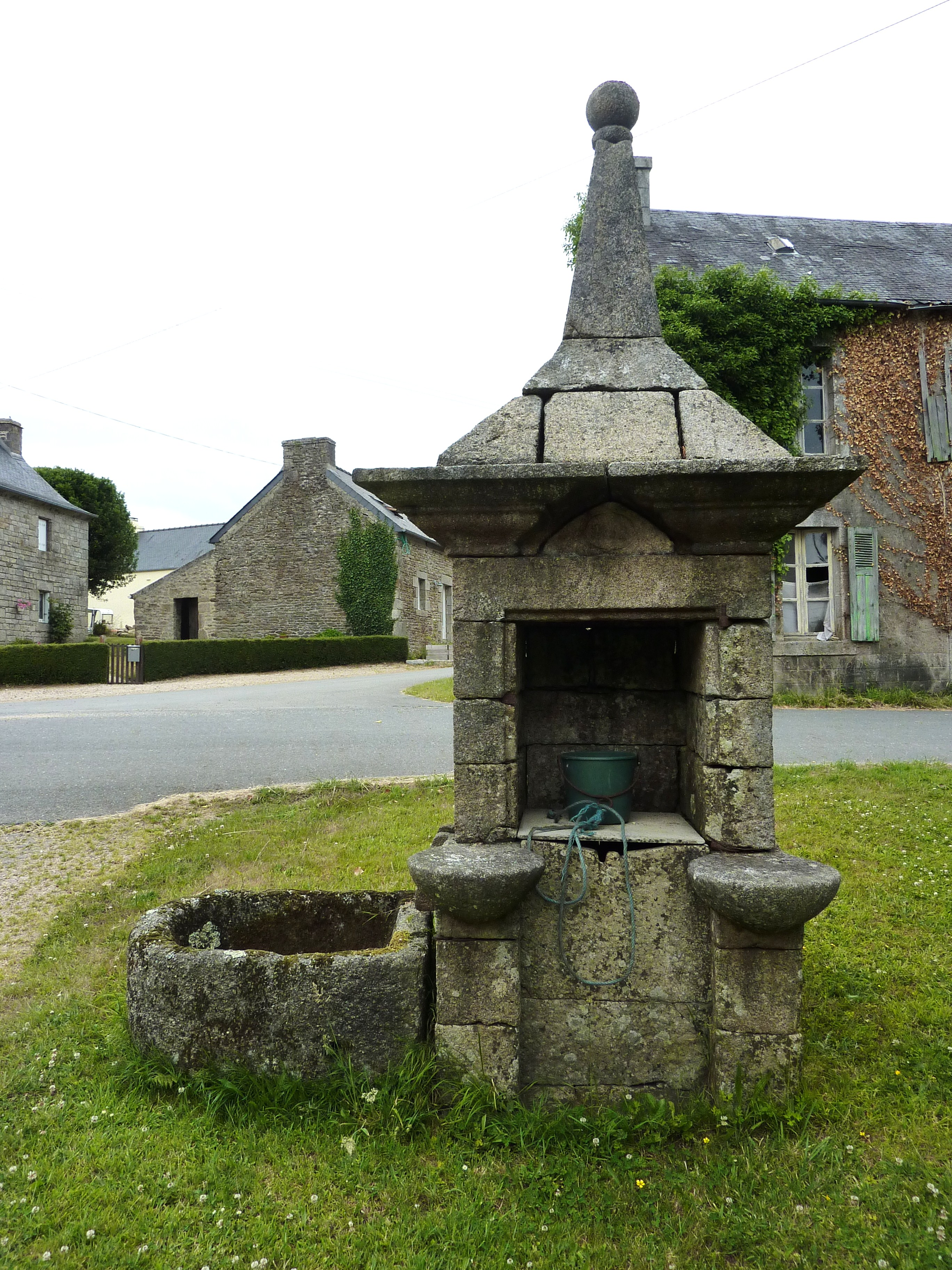
Puits en granite dans le village de Kernévez.

- Le chêne de Lestrézec à 6,60 mètres de circonférence (à 1 mètre du sol en 1999) ;son tronc creux a servi d'abri à des animaux de ferme[113].

### Personnalités liées à la commune
- Pierre Caouren[114]. Né le 8/5/1922 à Locmaria en Berrien. Militant communiste. dans la clandestinité, sous l'occupation allemande, propagandiste résistant, diffuse les tracts et les journaux du P.C.F., du F.N. etc. Versé aux FTP ; il prend une part active à de nombreuses opérations contre l'occupant. Fusillé le 8 juin 1944 à la caserne du Colombier à Rennes.
- Marcel Grall[114]. Né le 17/1/1924 à  Berrien. Communiste, commandant de FTP des Côtes-du-Nord. Manœuvre, célibataire, demeurant La Feuillée dans le Finistère. Arrêté le 3 août 1943, lors d'une mission à Plounévez-du-Faou avec Creoff, Le Floc'h et Ernest Le Borgne par des gendarmes français de la brigade de Châteaulin, sur indication de la police allemande, livré à la Gestapo. Incarcéré à Brest, Saint-Brieuc puis à Rennes. Fusillé le 8 juin 1944 à la caserne du Colombier à Rennes.
- Stéphane Le Foll (1960-), homme politique français, ministre sous François Hollande, a une résidence dans le village de Niquelvez.

### Événements
- Toute l'année, expositions, petits concerts au café-librairie « l'Autre Rive », à Berrien.
- Le « gouren »[115] (lutte bretonne) est très pratiqué à Berrien. La commune abrite une « école de gouren » (« Ti ar gouren »).

### Héraldique
| Blason de Berrien (Finistère) | Blason de Berrien. D'argent aux trois jumelles de gueules, au franc-canton d'or chargé d'un lion de sable. (c'étaient les armoiries de la famille de Berrien) |

## Pour approfondir